# Métro de Hangzhou

Évolution du réseau.

Le métro de Hangzhou (en chinois : 杭州地铁) est un système de métro qui dessert la ville de Hangzhou en république populaire de Chine, capitale de la province de Zhejiang située à 190 km au sud-ouest de Shanghai. Le réseau a été inauguré avec l'ouverture de la ligne 1 le 24 novembre 2012, il est actuellement en plein développement. En mai 2022, le réseau totalise 417,63 kilomètres de voies, et comporte onze lignes en service, les lignes 1, 2, 3, 4, 5, 6, 7, 8, 9, 10 et 16. Hangzhou est la 17e ville en Chine à se doter d'un système de métro.
En décembre 2016, le conseil d'État a approuvé la construction de 10 lignes, incluant des extensions pour les lignes existantes dont une grande partie doit être inaugurée pour les jeux asiatiques 2022 qui auront lieu à Hangzhou. À ce terme le réseau devrait atteindre une longueur d'environ 516 km.

## Historique
Le projet de développement d'un système de métro à Hangzhou date des années 1990, Sa construction devait initialement débuter en 2003, mais les travaux ont été interrompus par le conseil d'État à cause d'une importante augmentation des coûts. Le conseil valide finalement la construction et l'exploitation d'un système de métro par Hangzhou Subway Group Co. Ltd le 5 juin 2005. La construction de la première phase de la ligne 1 du réseau démarre fin mars 2007. Le 15 novembre 2008, un effondrement important a lieu sur le chantier. En janvier 2009 MTR Corporation, société gestionnaire du métro de Hong Kong, annonce la création d'une coentreprise de 22 milliards de yuans (environ 2 milliards d'euros) à hauteur de 49 % en partenariat avec le gouvernement de Hangzhou pour la fourniture de l'équipement électrique, du matériel roulant et la gestion opérationnelle de la ligne 1 du métro sur une période de 25 ans. En juin 2017, un deuxième partenariat public/privé est signé par les mêmes partenaires pour la construction et la gestion opérationnelle de la ligne 5. Le montant de l'investissement est de 10,9 milliards de yuans dont 60% sont fournis par des emprunts bancaires. La ligne longue de 56,21 km et comprenant 40 stations. Il a ouvert en 2019 et prologé en 2020.
Courant 2019 les différentes étapes de lancement de la construction du métro sont les suivantes (la date est celle de l'accord des autorités centrales). :
- Juin 2005 : construction des lignes 1 et 2 phase 1 (longueur totale 84 km) planifiée entre 2005 et 2010
- Juin 2013 : construction des lignes 1 et 2 phase 2, ligne 4, ligne 5, ligne 6 phase 2 (106,6 km) planifiée entre 2013 et 2019
- Décembre 2016 : construction des ligne 1 phase 3, ligne 3 phase 1, ligne 4 phase 2, ligne 6 phase 2, lignes 7, 8, 9 et 10 (196,1 km) planifiée entre 2017 et 2022.

la ligne 1 est inaugurée le 24 novembre 2012, la ligne 2, le 24 novembre 2014, la ligne 4, le 2 février 2015, la ligne 5 a ouvert le 24 juin 2019 et prolongé le 23 avril 2020, ainsi que l'ouverture de la ligne 16 . La ligne 6 a commencé son exploitation le 30 décembre 2020, ainsi que la ligne 7 et la ligne 1 phase 3. La ligne 8 est inaugurée le 28 juin 2021, avec les deux lignes du métro interurbains (Hangzhou-Haining et Hangzhou-Shaoxing, aussi connu la ligne 1 de Shaoxing, section Keqiao). La section entre Coach Centre et Linping de la branche de ligne 1 a fusionné avec la ligne 9 le 10 juillet 2021.

## Réseau opérationnel
À partir du 20 juillet 2022 le réseau comprend onze lignes opérationnelles (lignes 1, 2, 3, 4, 5, 6, 7, 8, 9, 10 et 16) totalisant 448 km et comprenant 241 stations. Par ailleurs deux lignes de transports ferroviaires interurbains - la ligne de Hanghai (Hangzhou-Haining, 46,38 km) et celle de Hangshao (ligne 1 de Shaoxing section Keqiao de maintenant, 20,3 km) sont rattachées au réseau de métro de la ville. Deux opérateurs gèrent le réseau : Hangzhou Metro Group pour la ligne 2, ligne 4, ligne 6, ligne 7, ligne 8, ligne 9 et ligne 16 et MTR Corporation pour la ligne 1 et ligne 5.
La ligne 1 mesure 52 kilomètres de long et comporte 33 stations. Son coût est estimé à 22,08 milliards de yuans et elle relie Xiaoshan Xiang Lake aux districts de Xiasha en traversant la rivière Qiantang. Elle est prolongée à l'aéroport international de Xiaoshan en 2020. Originellement, les rames circulent sous le sol sur 57 kilomètres et en viaduc sur 7 kilomètres jusqu'à 10 juillet quand la ligne 9 est inaugurée et la section viaduc y est fusionnée. La station de Longxiangqiao située sur la ligne permet d'accéder au lac de l'Ouest principale attraction touristique de la ville.

Carte à l'échelle des lignes du métro de Hangzhou en service (d'ici le 22 septembre 2022)

| Ligne                                                         | Ligne                                                         | Terminus (District)                                           | Terminus (District)                                           | Date d'ouverture                                              | Dernière extension                                            | Longueur (en km) | Stations | Matériel roulant | Vitesse d'exploitation (en km/h) | Exploitant             |
| ------------------------------------------------------------- | ------------------------------------------------------------- | ------------------------------------------------------------- | ------------------------------------------------------------- | ------------------------------------------------------------- | ------------------------------------------------------------- | ---------------- | -------- | ---------------- | -------------------------------- | ---------------------- |
|                                                               | Ligne 1                                                       | Xianghu (Xiaoshan)                                            | Aéroport International de Xiaoshan (Xiaoshan)                 | 24 novembre, 2012                                             | 30 décembre, 2020                                             | 52,28            | 33       | 6B               | 80                               | Hangzhou MTR           |
|                                                               | Ligne 2                                                       | Chaoyang (Xiaoshan)                                           | Liangzhu (Yuhang)                                             | 24 novembre, 2014                                             | 27 décembre, 2017                                             | 43,36            | 33       | 6B               | 80                               | Hangzhou Metro         |
|                                                               | Ligne 3                                                       | Wushanqiancun(Yuhang)                                         | Xingqiao (Linping)                                            | 21 février, 2022                                              | 22 septembre, 2022                                            | 56,24            | 37       | 6AH              | 80                               | Hangzhou Metro         |
| Shima(Xihu)                                                   | Ligne 3                                                       |                                                               | Xingqiao (Linping)                                            | 21 février, 2022                                              | 22 septembre, 2022                                            | 56,24            | 37       | 6AH              | 80                               | Hangzhou Metro         |
|                                                               | Ligne 4                                                       | Chihua Street (Xihu)                                          | Puyan (Binjiang)                                              | 2 février, 2015                                               | 21 février, 2022                                              | 46,85            | 32       | 6B               | 80                               | Hangzhou Metro         |
|                                                               | Ligne 5                                                       | Jinxing (Yuhang)                                              | Guniangqiao (Xiaoshan)                                        | 24 juin, 2019                                                 | 23 avril, 2020                                                | 53,92            | 39       | 6AH              | 80                               | Hangzhou MTR           |
|                                                               | Ligne 6                                                       | Goujulong (Shangcheng)                                        | Shuangpu (Xihu) West Guihua Road (Fuyang)                     | 30 décembre, 2020                                             | 6 novembre, 2021                                              | 58,53            | 34       | 6AH              | 100                              | Hangzhou Metro         |
|                                                               | Ligne 7                                                       | Wushan Square (Shangcheng)                                    | Jiangdong'er Road (Qiantang)                                  | 30 décembre, 2020                                             | 1 avril, 2022                                                 | 47,63            | 24       | 6A               | 100                              | Hangzhou Metro         |
|                                                               | Ligne 8                                                       | South Wenhai Road(Qiantang)                                   | Xinwan Road (Qiantang)                                        | 28 juin, 2021                                                 | -                                                             | 17,17            | 9        | 6A               | 100                              | Hangzhou Metro         |
|                                                               | Ligne 9                                                       | Guanyintang (Shangcheng)                                      | Long'an (Linping)                                             | 10 juillet, 2021                                              | 1 avril, 2022                                                 | 29,53            | 21       | 6B               | 80                               | Hangzhou Metro         |
|                                                               | Ligne 10                                                      | Yisheng Road (Yuhang)                                         | Centre sportif de Huanglong (Xihu)                            | 21 février, 2022                                              | 22 septembre, 2022                                            | 14,67            | 11       | 6A               | 80                               | Hangzhou Metro         |
|                                                               | Ligne 16                                                      | Lvting Road (Yuhang)                                          | Jiuzhou Street (Lin'an)                                       | 23 avril, 2020                                                | -                                                             | 35,12            | 12       | 4B               | 120                              | Hangzhou Metro         |
|                                                               | Ligne 19                                                      | Gare de l'Ouest (Yuhang)                                      | Yongsheng Road (Xiaoshan)                                     | 22 septembre, 2022                                            | -                                                             | 59,19            | 13       | 6A               | 120                              | Hangzhou Metro         |
| Hangzhou Metro Total                                          | Hangzhou Metro Total                                          | Hangzhou Metro Total                                          | Hangzhou Metro Total                                          | Hangzhou Metro Total                                          | Hangzhou Metro Total                                          | 514,44           | 249      |                  |                                  |                        |
|                                                               | Ligne Hanghai                                                 | Yuhang Railway Station (Linping)                              | International Campus, ZJU (Haining, Jiaxing)                  | 28 juin, 2021                                                 | -                                                             | 46,38            | 12       | 4B               | 120                              | CICO Zhejiang          |
|                                                               | Ligne 1 de Shaoxing                                           | Guniangqiao (Xiaoshan)                                        | Fangquan (Yuecheng, Shaoxing)                                 | 28 juin, 2021                                                 | 29 avril, 2022                                                | 47,1             | 27       | 6B               | 100                              | Shaoxing Jingyue Metro |
| Transport ferroviaire de zone métropolitain de Hangzhou Total | Transport ferroviaire de zone métropolitain de Hangzhou Total | Transport ferroviaire de zone métropolitain de Hangzhou Total | Transport ferroviaire de zone métropolitain de Hangzhou Total | Transport ferroviaire de zone métropolitain de Hangzhou Total | Transport ferroviaire de zone métropolitain de Hangzhou Total | 607,92           | 286      |                  |                                  |                        |

Chronologie des ouvertures de lignes :
- 24 novembre 2012 : l'ouverture de la ligne 1 entre Xianghu au sud de Linping et Wenzelu au nord longue de 48 km (41 km en souterrain et 7 km sur viaduc aérien) comprenant 31 stations. Le cout total est de 22 milliards de Yuans[10].
- 24 novembre 2014 : l'ouverture de la ligne 2 entre Qianjianglu au centre-ville jusqu'à Chaoyang au sud-est. avec une traversée du fleuve Qiantang. La ligne longue de 18,3 km comprend 13 stations toutes en souterrain[11].
- 2 février 2015 : L'ouverture de la ligne 4 entre Pengbu et Jinjiang longue de 9,6 km comprenant 10 stations dont 3 stations de correspondance avec la ligne 1 et une station avec la ligne 2. La ligne longe la rive gauche du fleuve Quantang et partage son dépôt avec celui de la ligne 1 qui est situé à Qibao près du terminus nord de la ligne 4. La ligne est alimentée en 1500 vols. Les rames circulent à une vitesse maximale de 80 km/h et l'exploitation est assurée de 6 h 30 à 22 h 30[12].
- 28 juin 2015 : Ajout nouvelle station Xintang sur la ligne 4
- 24 novembre 2015 : Prolongement de la ligne 1 vers l'est entre Avenue Wenze et District de Xiasha long 5,7 km comprenant 3 stations[13].
- 28 avril 2016 : Ajout de la station "Ville séculaire de Quianjang" sur la ligne 2.
- 3 juillet 2017 : Prolongement de la ligne 2 entre Qianjianglu et Avenue Gucui Road long 11,1 km comprenant 10 stations dont une station de correspondance avec la ligne 1 à la station Avenue Fengqi[13].
- 27 décembre 2017 : Prolongement au nord de la ligne 2 entre Avenue Gucui et Liangzhu long de 13,3 km comprenant 10 stations avec un nouveau dépôt au nouveau terminus nord[14].
- 9 janvier 2018 : Prolongement au sud de la ligne 4 entre Jinjiang et Puyan long de 11,2 km entièrement en souterrain comprenant 7 stations[15].
- 6 juin 2018 : Ajout de la station Lianzhuang sur la ligne 4.
- 24 juin 2019 : l'ouverture de la ligne 5 entre Rue Liangmu et Shanxian longue de 17,7 km comprend 12 stations dont une station de correspondance avec la ligne 2.
- 23 avril 2020: Prolongement de la ligne 5 (Section Rue Liangmu-Jinxing et section Shanxian-Guniangqiao, longue de 36,16 km et comprenant 25 stations) et l'ouverture de la ligne 16 (longue de 35,12 km et comprenant 12 stations dont une station correspondance avec la ligne 5)
- 30 juin 2020 : Ajout de la station Pont Xianing (Xianing Bridge) sur la ligne 2 et Gare de Sud (South Railway Station) sur la ligne 5.
- 30 décembre 2020 : l'ouverture de la ligne 6 (Section Ville du siècle de Qianjiang-Shuangpu/Rue Ouest-Guihua, qui relie la District de Fuyang avec le centre-ville. Elle comporte 28 stations avec une long de 49 km, dont 5 stations de correspondance avec la ligne 1, 2, 4, 5 et 7) et la ligne 7 (Section Centre d'Olympique et Rue Jiangdong'er au Cluster industriel de Dajiangdong, qui traverse l'Aéroport. La ligne comporte 19 stations avec une long de 39,6 km). Aussi le prolongement de la ligne 1 au l'Aéroport international de Xiaoshan.
- 29 avril 2021 : Ajout de la station Rue Zhipu (Zhipu Road) sur la ligne 6.
- 28 juin 2021 : L'ouverture de la ligne 8 (Rue Wenhai-Sud - Rue Xinwan), fait 17,2 km et comprend 9 stations dont 2 stations correspondance.
- 10 juillet 2021 : La section entre Coach Center et Linping de la ligne 1 a fusionné avec la ligne 9.
- 17 septembre 2021 : L'ouverture de la ligne 9 section nord (Linping-Long'an) et ligne 7 extension ouest (Centre d'Olympique-Centre de citoyen).
- 6 novembre 2021: Prolongement de phase 2 de la ligne 6 (Ville du siècle de Qianjiang-Goujulong, sauf les deux stations: Fengbei et Village des jeux asiatiques). Elle faite approximativement 9 km, qui relie le gare ferroviaire de Hangzhoudong (Hangzhou-Est) et la ville des jeux asiatiques ainsi que le centre d'Olympique.
- 21 février 2022: Prolongement de phase 2 de la ligne 4 (Pengbu-Rue Chihua) hors station Ducheng Ecopark. Elle faite 26 km, qui relie la ville nord avec le centre-ville. Aussi que l'ouverture de la ligne 3 phase 1 (Xingqiao-Rue Chaowang, 21 km) et la ligne 10 phase 1 (Rue Yisheng-Rue Cuibai,12 km).
- 1 avril 2022: Prolongement de ligne 7 de Citizen center à Wushan Square, comporte 3 stations (hors station Moyetang). Prolongment de ligne 9 de Coach Center à Guanyintang, comporte 8 stations (hors station Wubao et station Liubao). Les deux lignes faites environ 16,8 km, relient le centre ville avec l'Aéroport et Parc d'industrie Dajiangdong.
- 22 avril 2022: Ajout de la station Moyetang sur la ligne 7.
- 10 juin 2022: L'ouverture de phase 2 de la ligne 3 (section entre Rue Chaowang et Rue Wenyi Ouest, y compris une branche entre Parc humide de Xixi sud et Shima), comporte 17 stations (dont trois sont station de correspondance. Hors station Wulinmen et station Rue Chuangming).
- 24 juin 2022: Prolongement de la ligne 10 de Rue Cuibai à Rue Xueyuan qui est reliée à la ligne 2.
- 20 juillet 2022: L’ouverture de la station Wulinmen. Correspondance entre ligne 3 et ligne 2 est maintenant disponible.
- 22 septembre 2022: Inauguration de la ligne 19, ainsi le prolongement de la ligne 3 (de Rue Wenyi-Ouest à Wushanqiancun), et ligne 10 (de Rue Xueyuan à Centre sportif de Huanglong).

### Matériel roulant
Les rames de la ligne 1, 2, 4 et 9 comprennent 6 voitures avec une structure en aluminium larges de 2,8 mètres pouvant transporter 2 036 passagers. La société chinoise CSR (CRRC de maintenant) Nankin Puzhen a livré 80 rames de type 228-B pour ligne 1, 66 rames pour ligne 2, 61 rames pour ligne 4 et 31 rames pour ligne 9.
Les rames de la ligne 3, 5 et 6 comprennent 6 voitures avec la type AH larges de 3,0 mètres pouvant transporter 2 260 passagers CRRC Nankin Puzhen a livré 72 rames pour ligne 3, 61 rames pour ligne 5 et 54 rames pour ligne 6.
Les rames de la ligne 7, 8, 10 et 19 comprennent 6 voitures avec le type A larges de 3,0 mètres et le plus longue d'un compartiment. Elles peuvent transporter 2,592 passagers, 15% de plus qu'une rame type AH et 27% de plus qu'une rame type B. 34 rames de type A a livré pour ligne 7, 11 pour ligne 8, 16 pour ligne 10 et 45 pour ligne 19 (Airport Express). Les rames sur la ligne 19 équipe des porte-bagage, des prises en charge USB-A et des chargeurs sans fil.

La ligne 16 et ligne Hanghai utilise les Type-B rames similaires à ces rames sur la ligne 1, 2, 4 et 9, excepté qu'elles comprennent 4 voitures. 

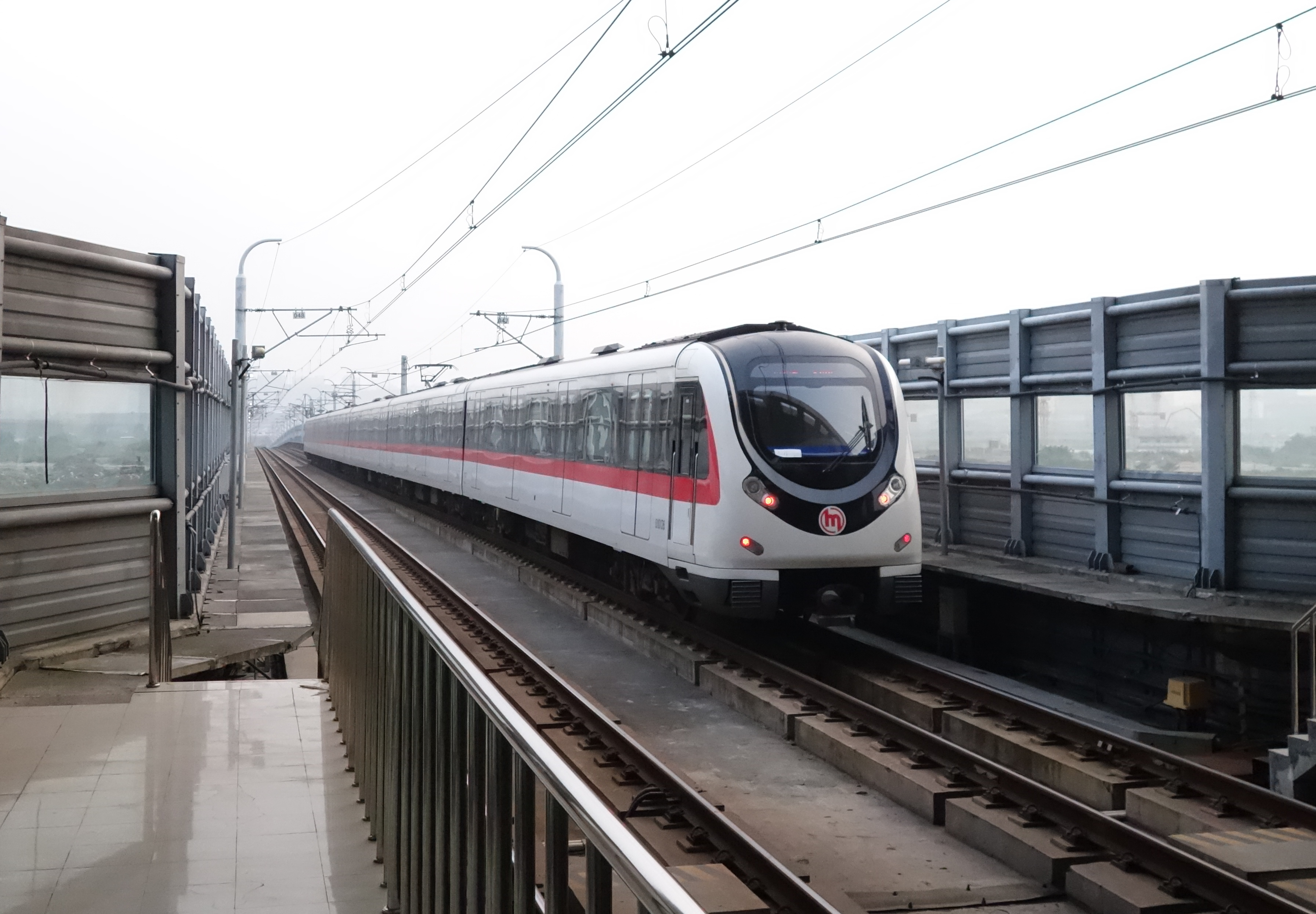
Une rame de la ligne 1 (Type B).
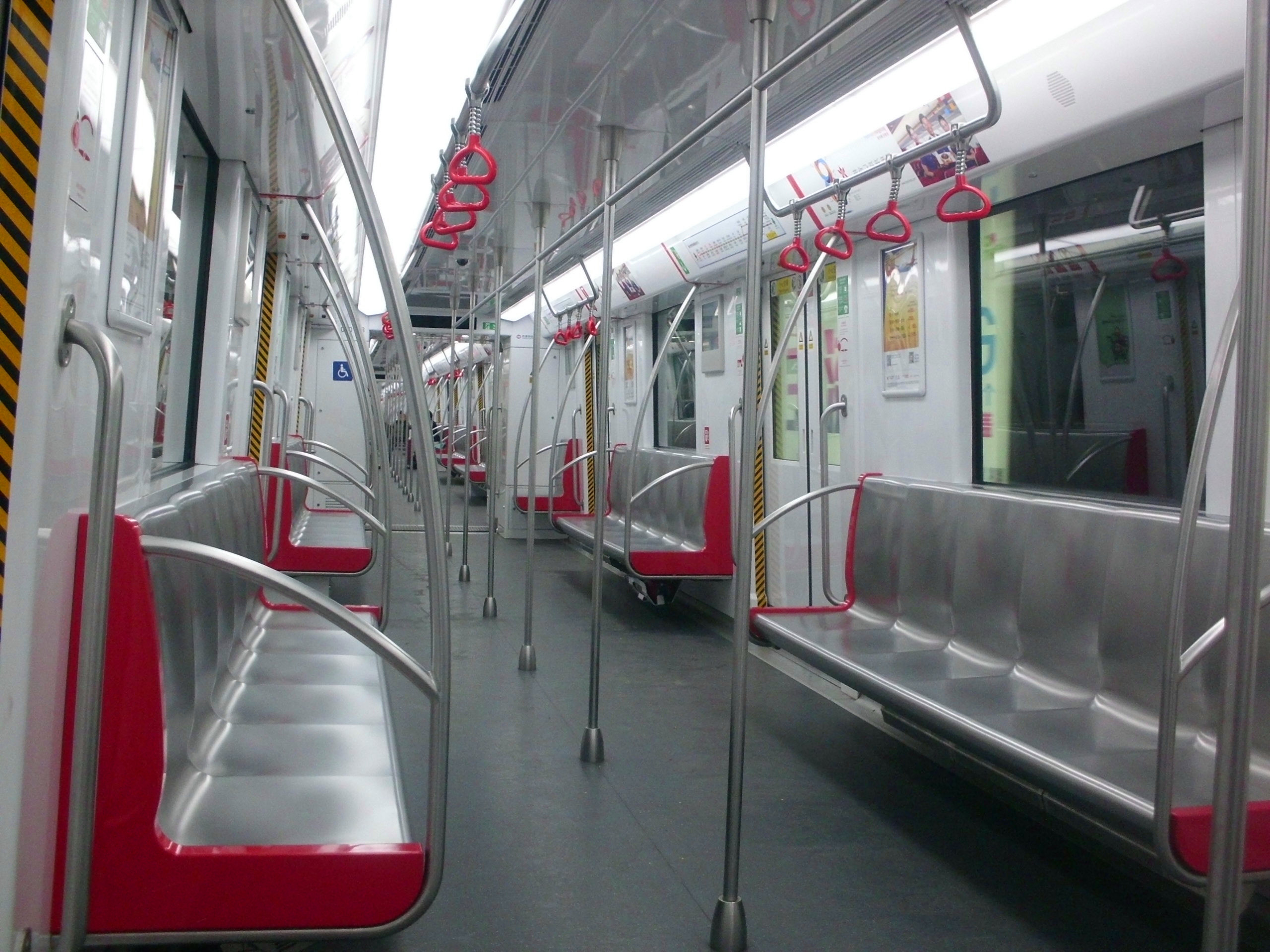
Vue d'intérieur d'une rame de ligne 1
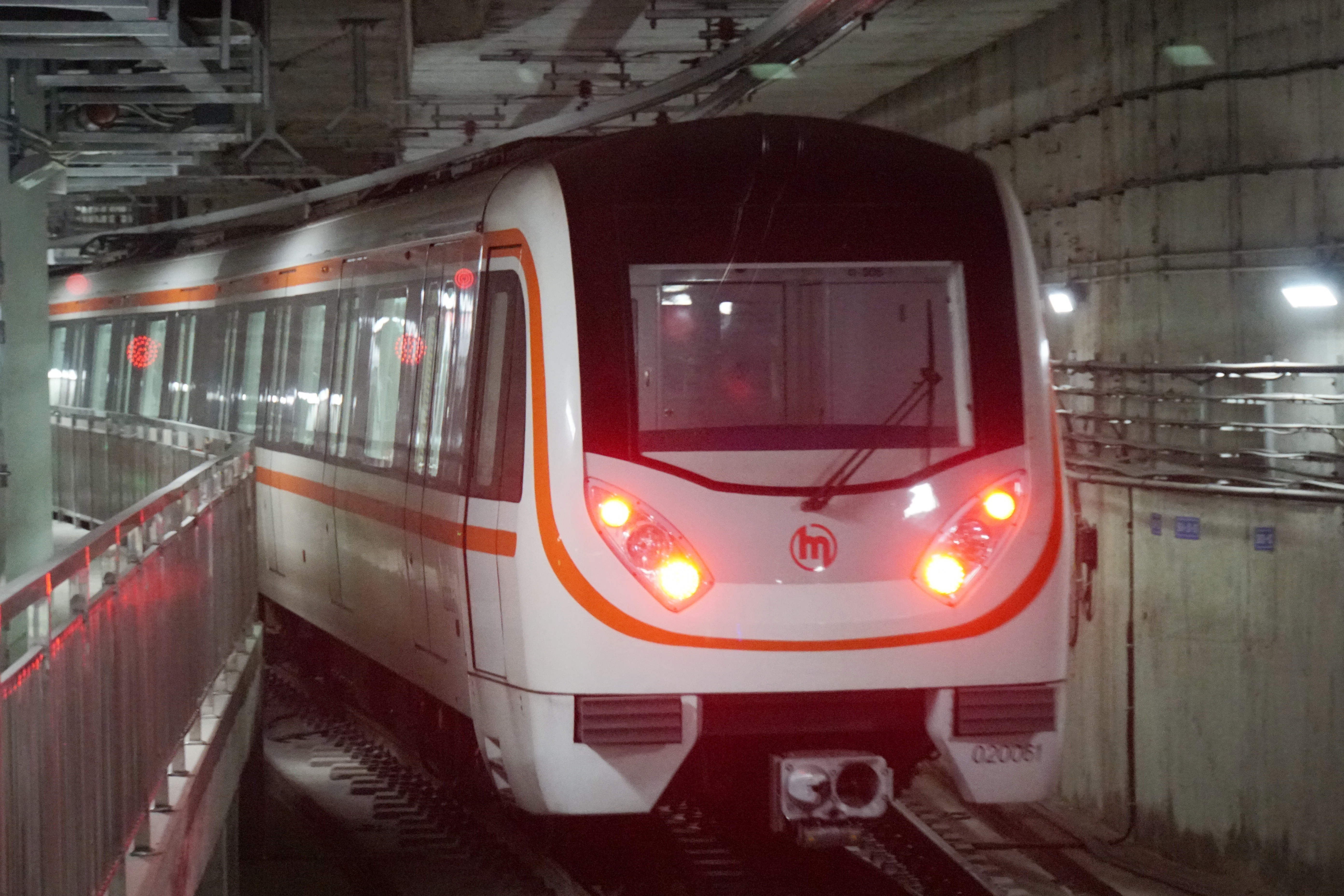
Une rame de la ligne 2 (Type B).
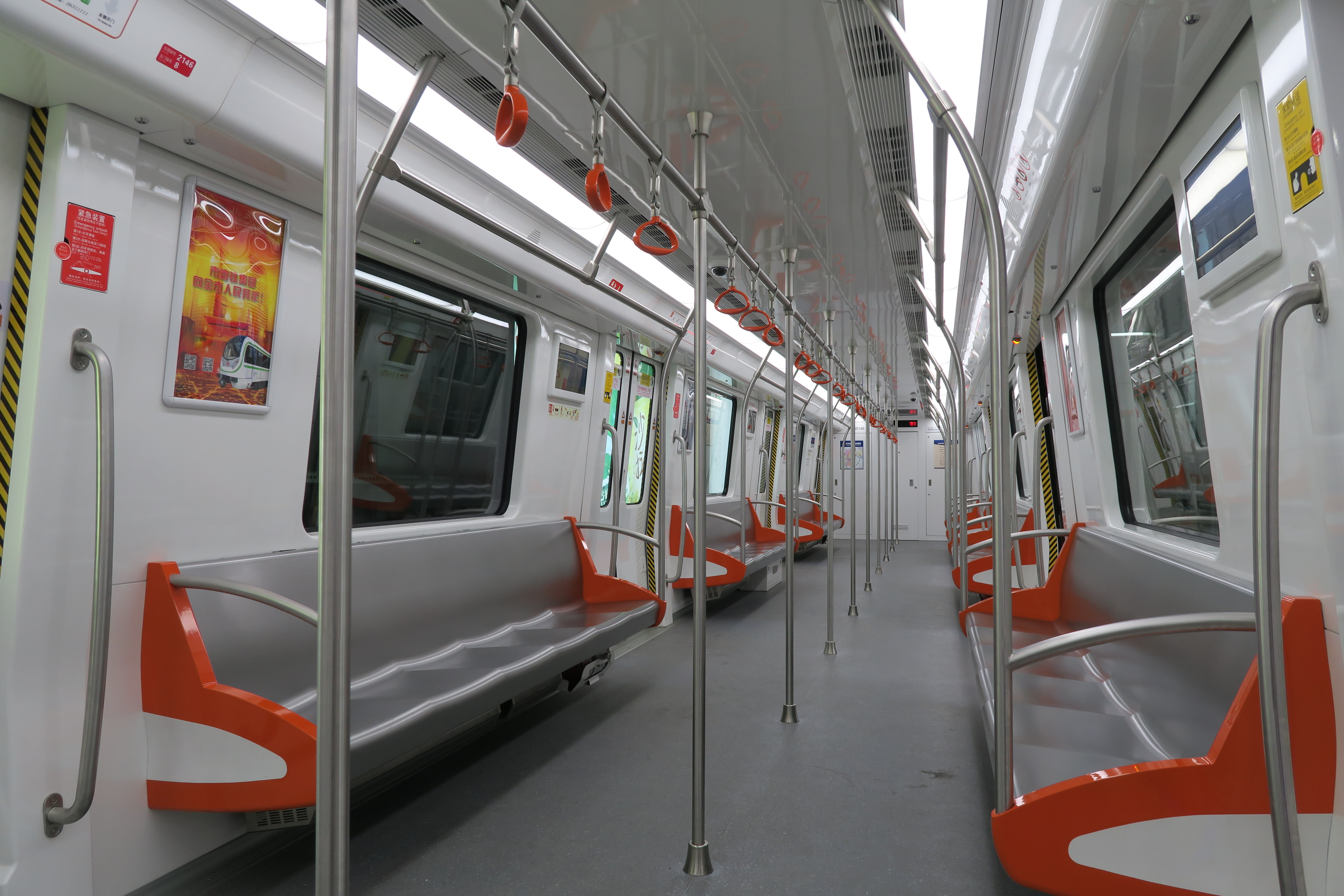
Vue d'intérieur d'une rame de ligne 2
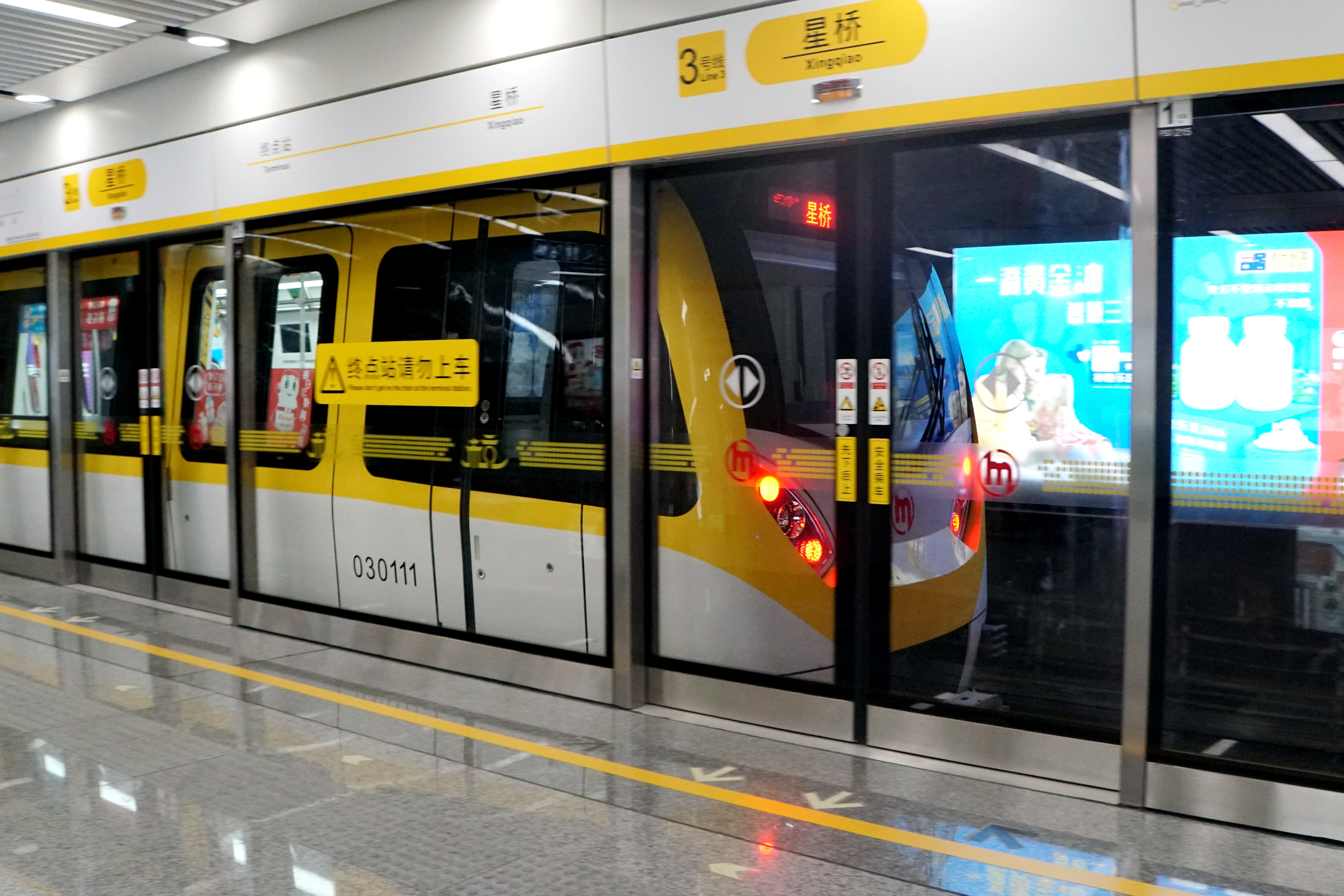
Une rame de la ligne 3 (Type AH)
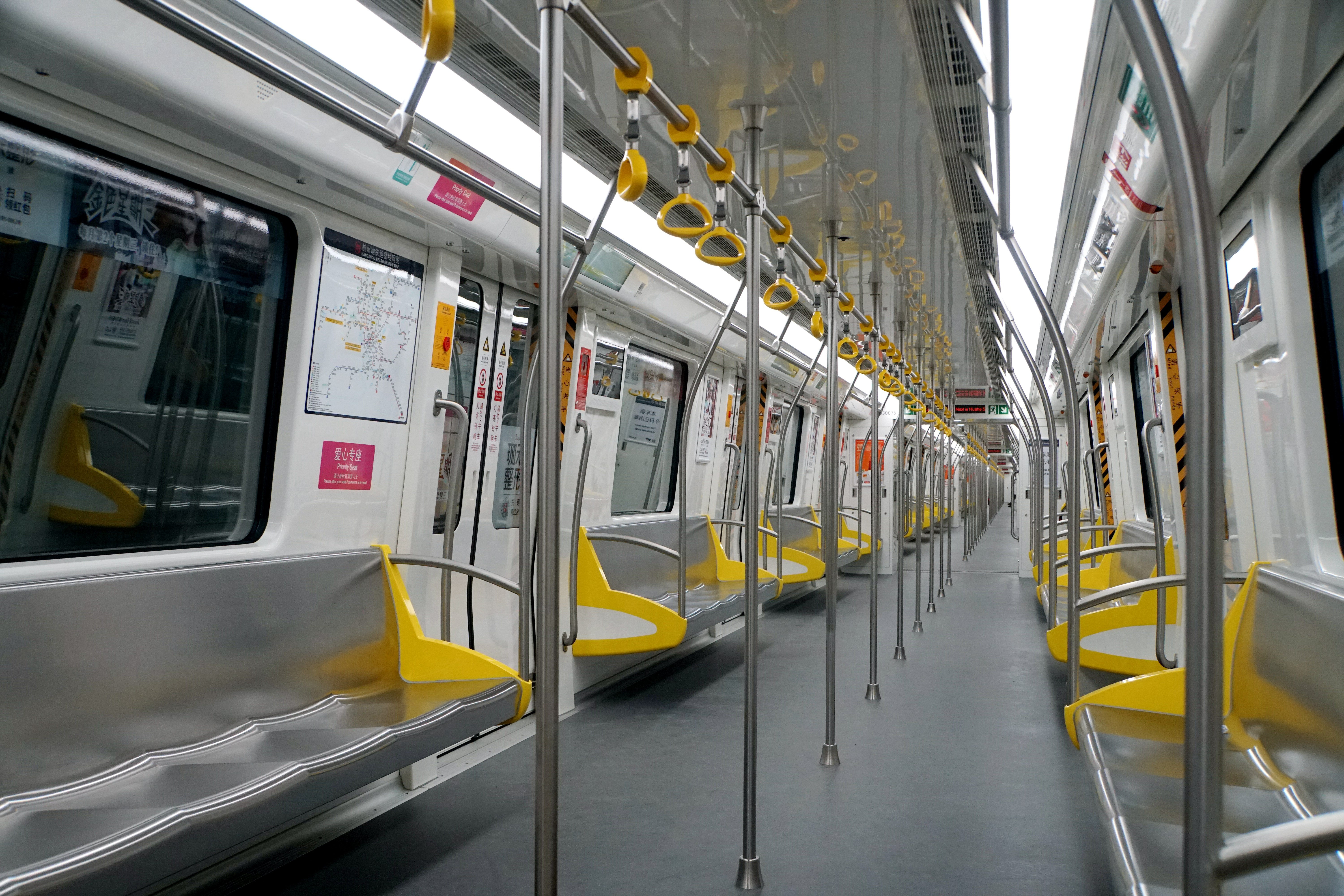
Vue d'intérieur d'un train de ligne 3
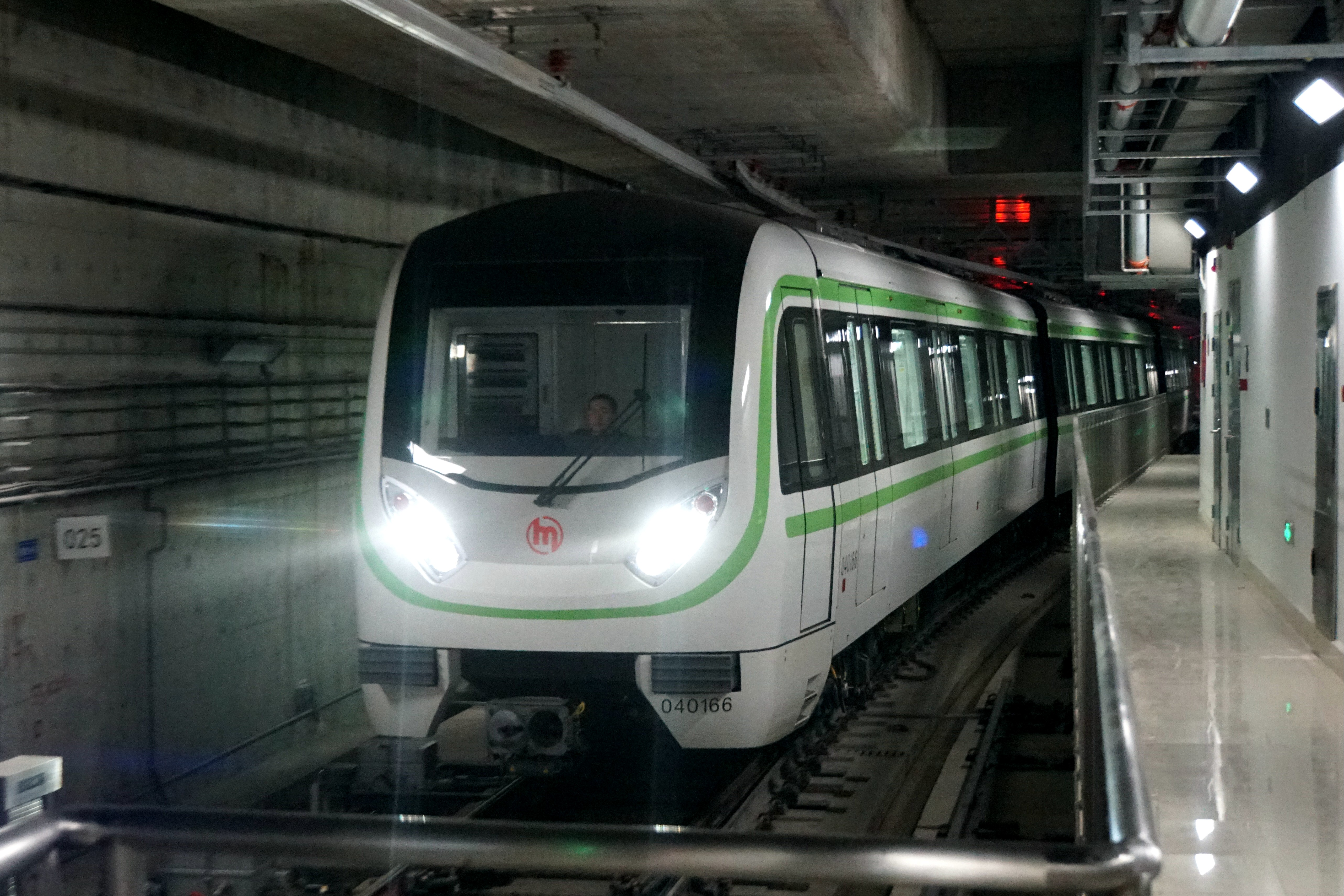
Une rame de la ligne 4 (Type B)
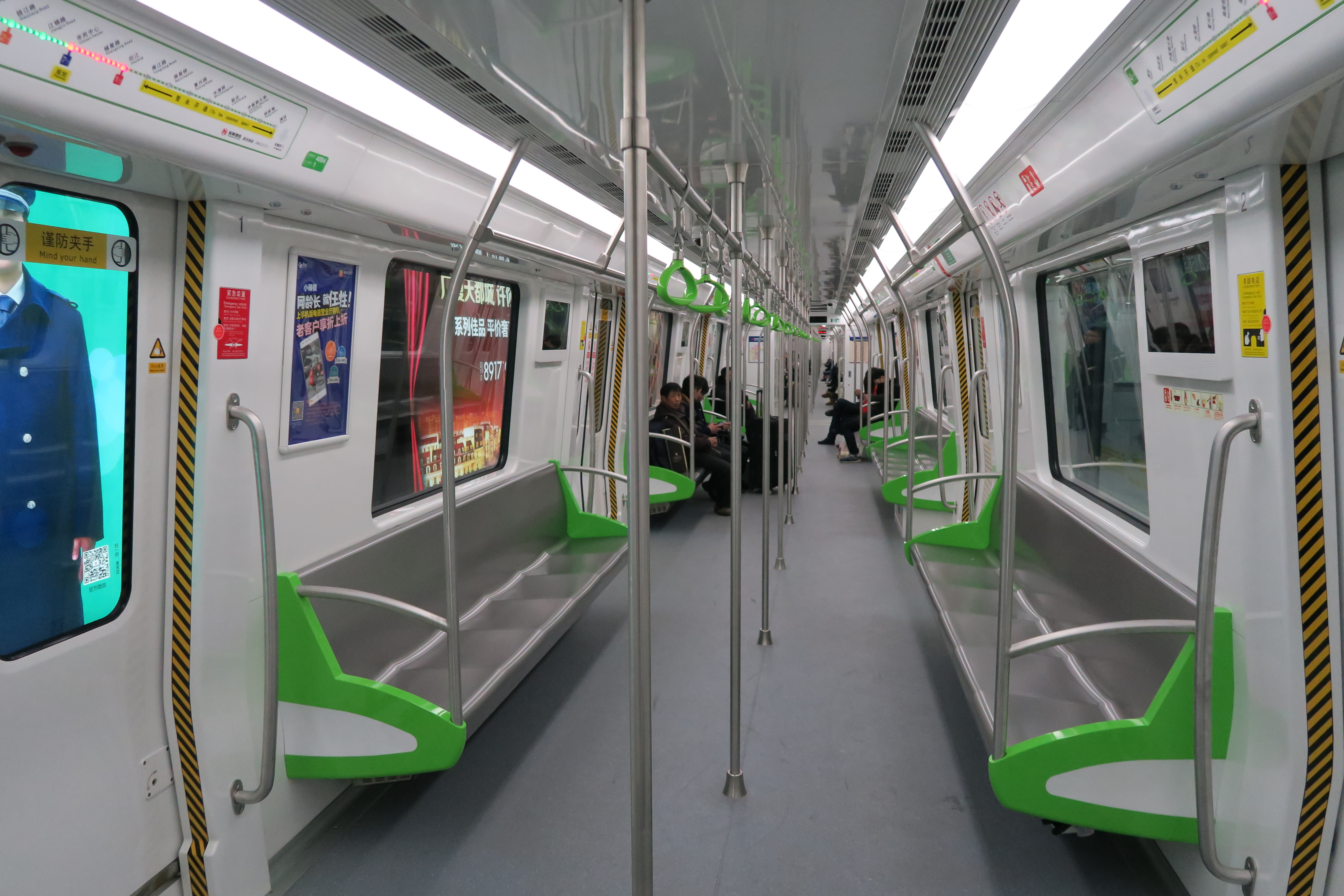
Vue d'intérieur d'une rame de ligne 4
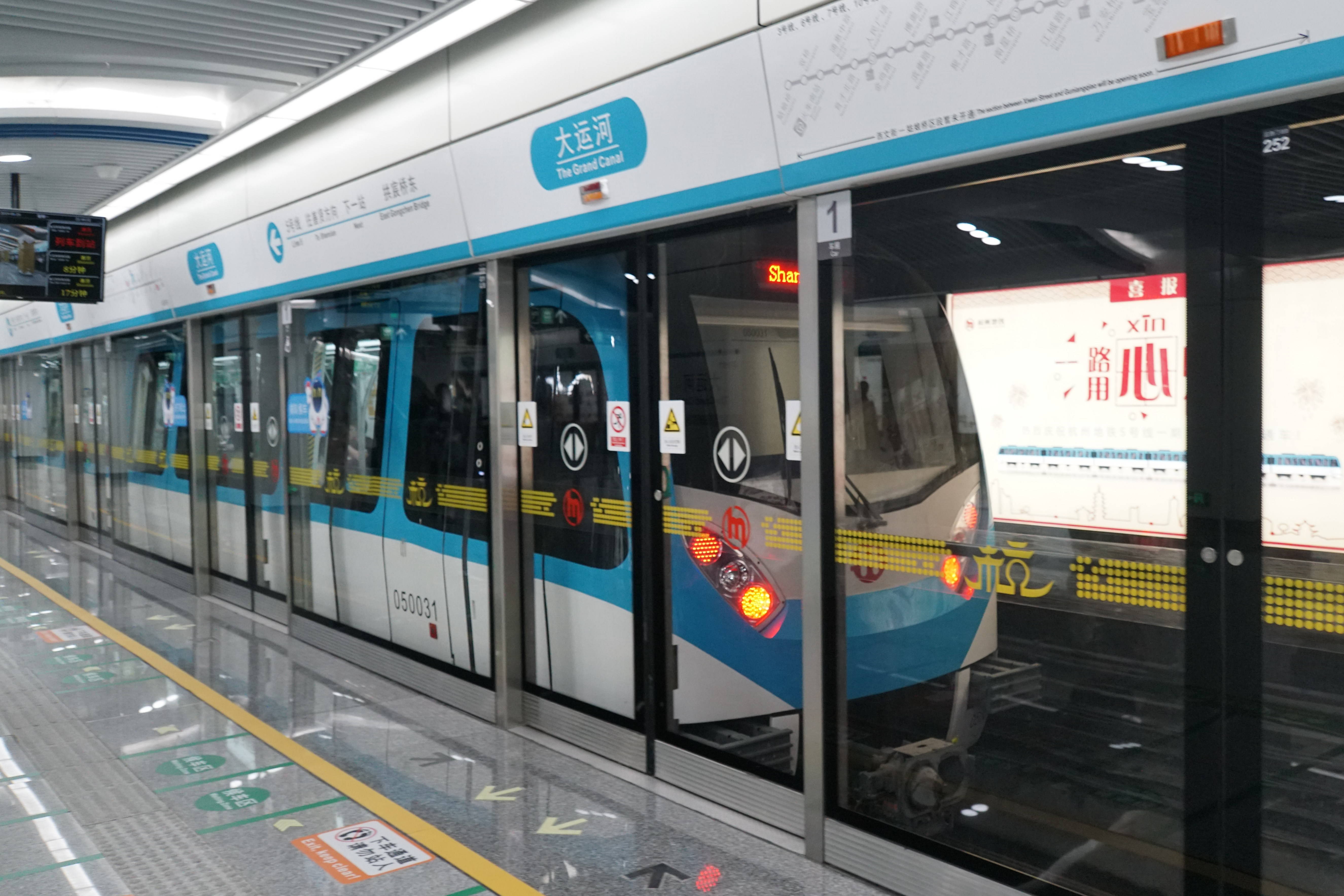
Une rame de la ligne 5 (Type AH)
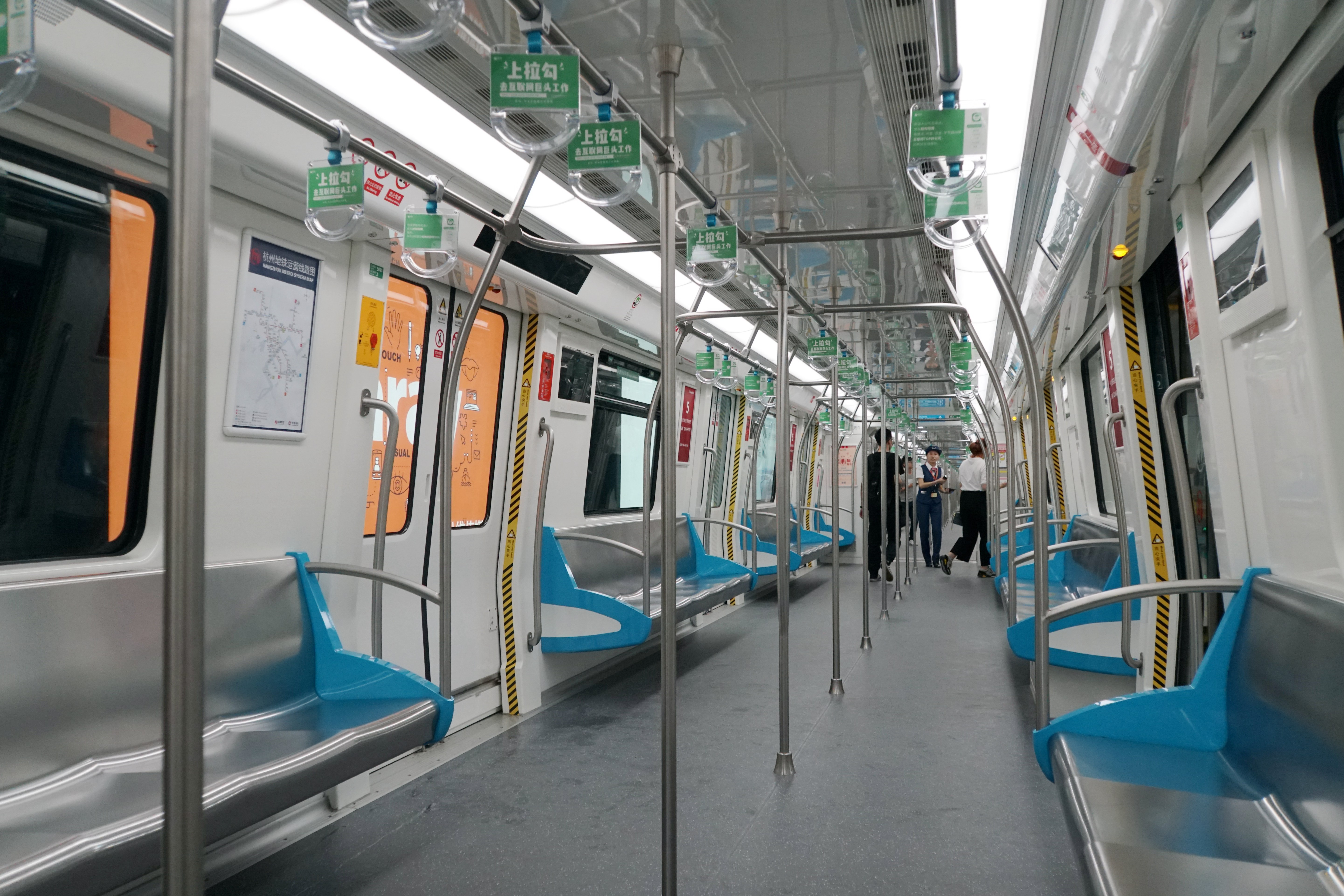
Vue d'intérieur d'une rame de ligne 5
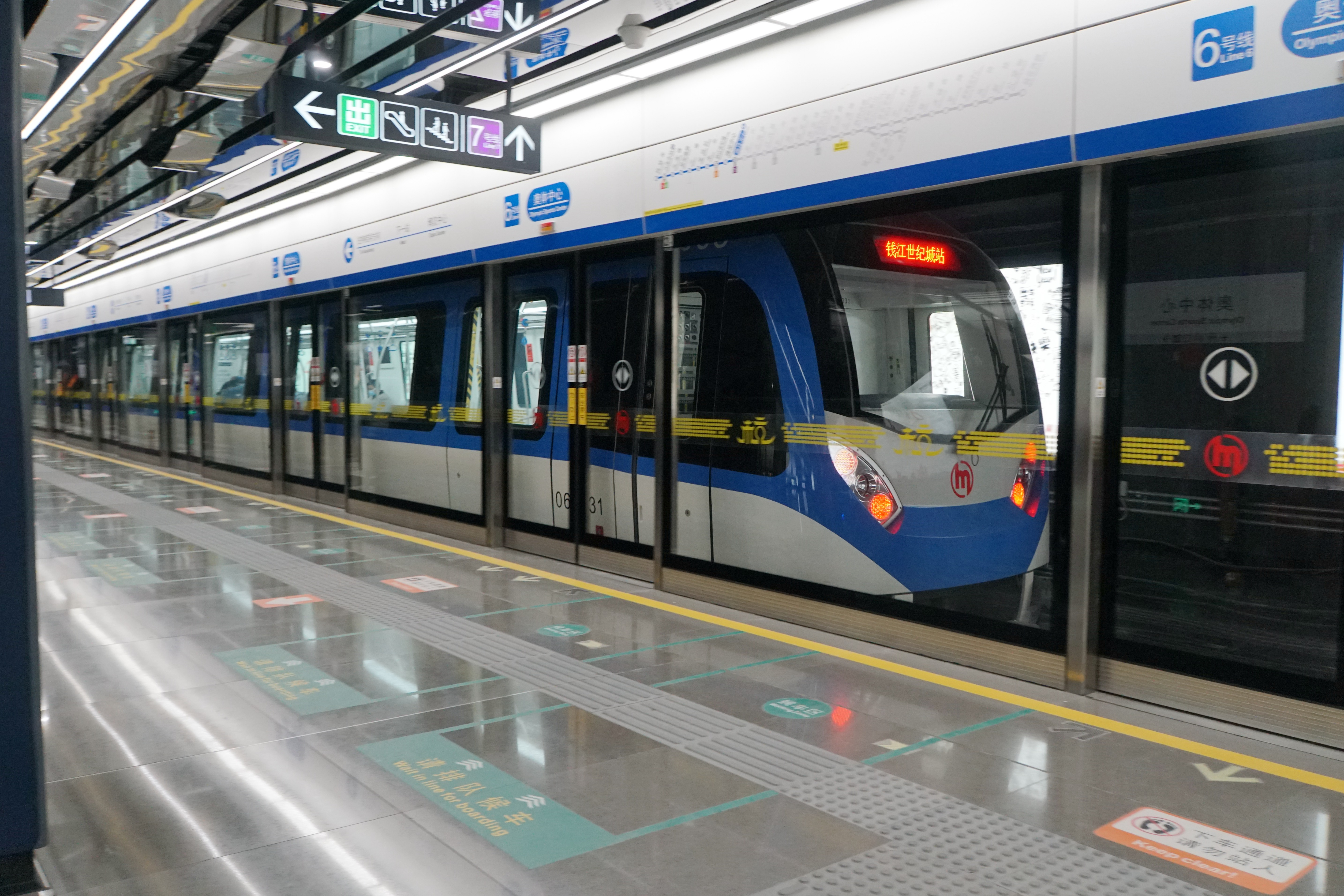
Une rame de la ligne 6 (Type AH)
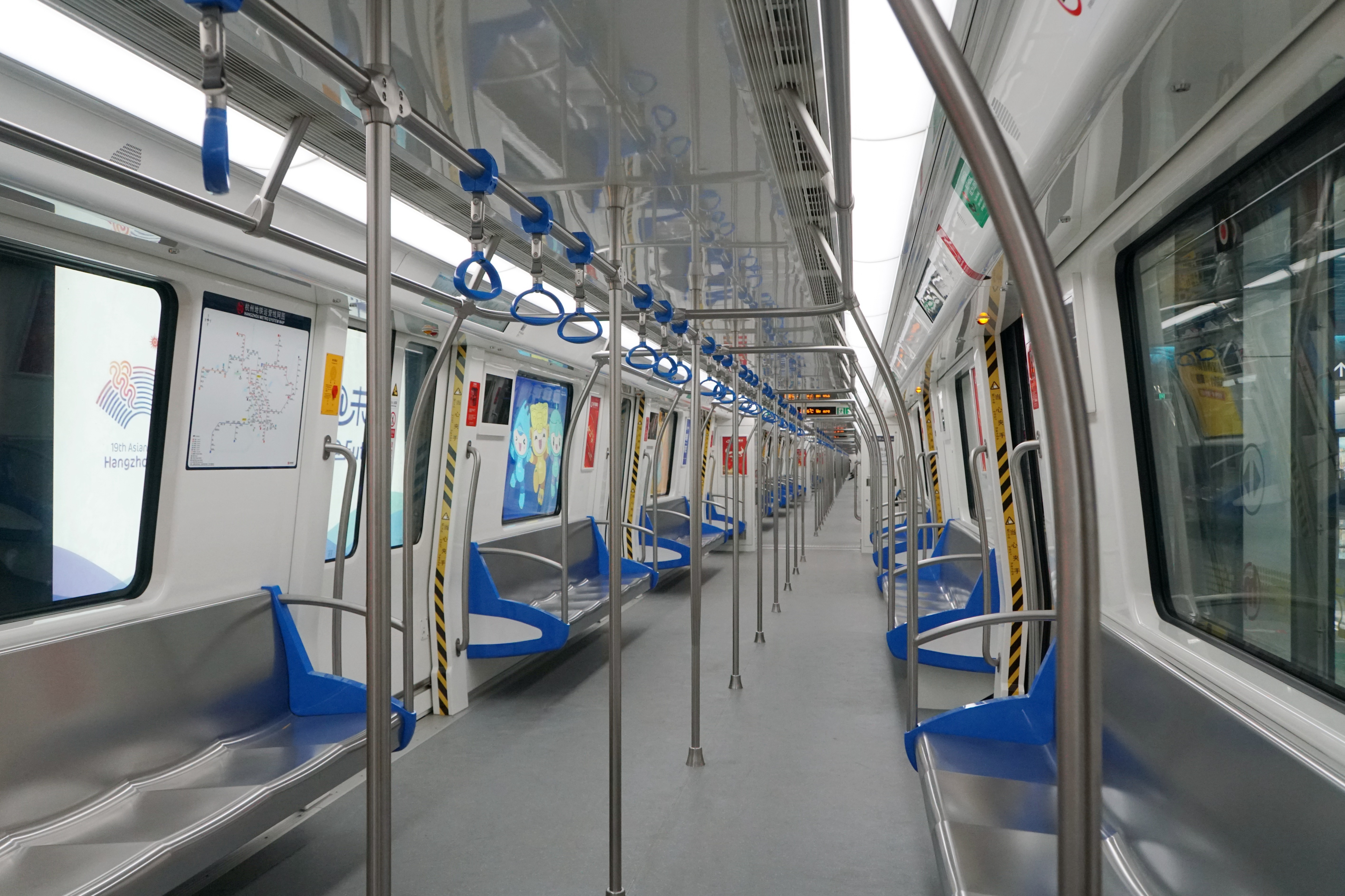
Vue d'intérieur d'une rame de ligne 6
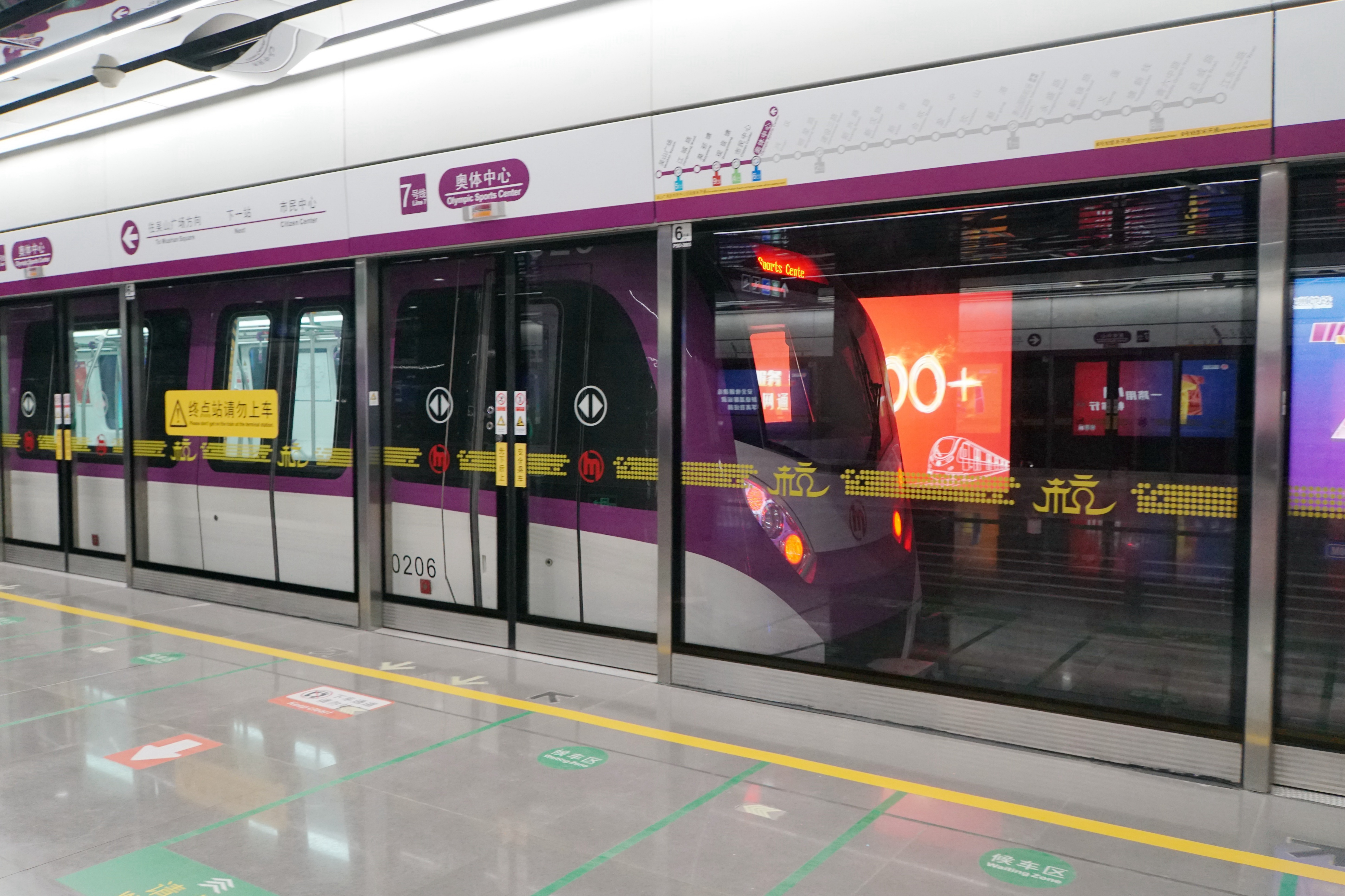
Une rame de la ligne 7 (Type A)
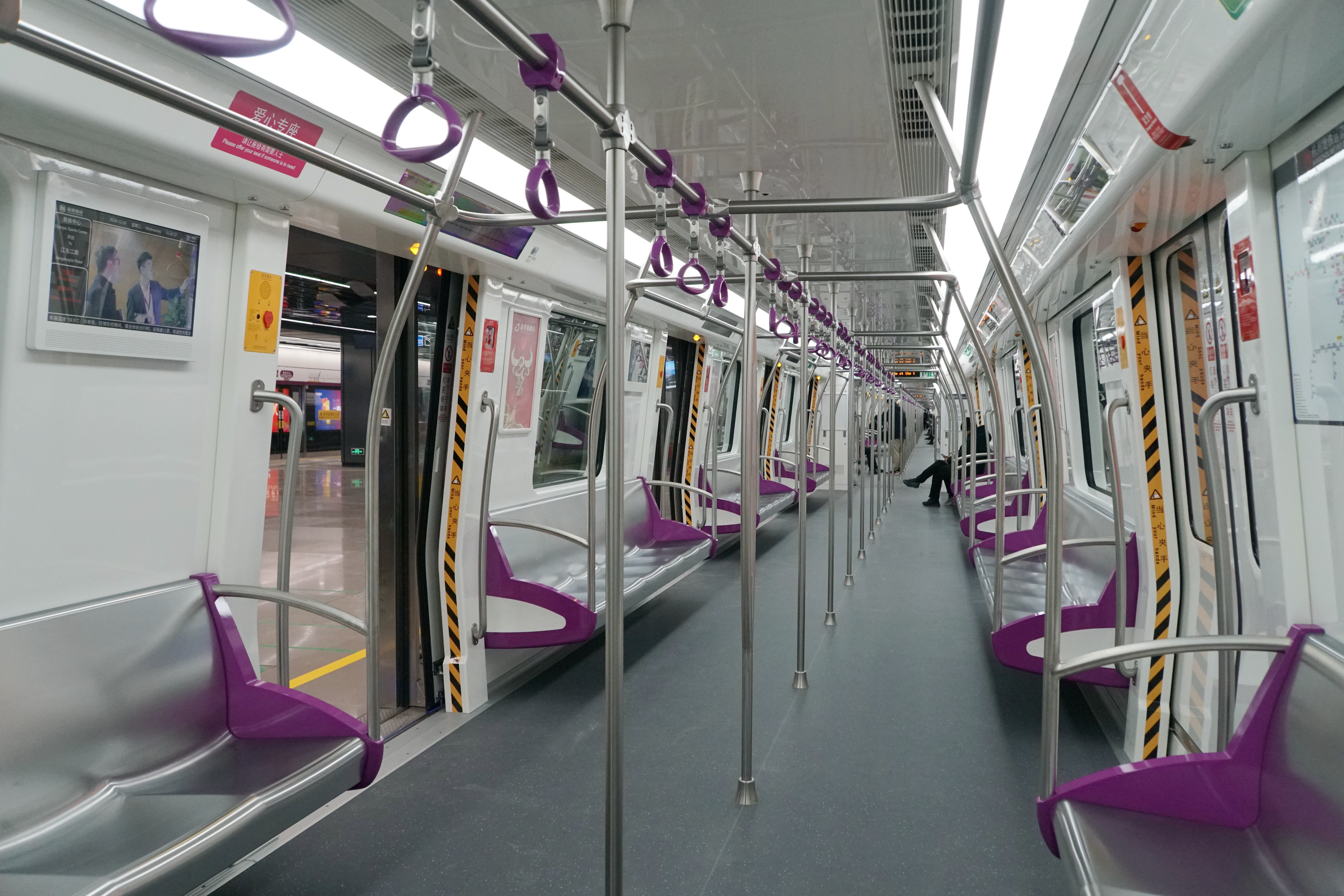
Vue d'intérieur d'une rame de ligne 7
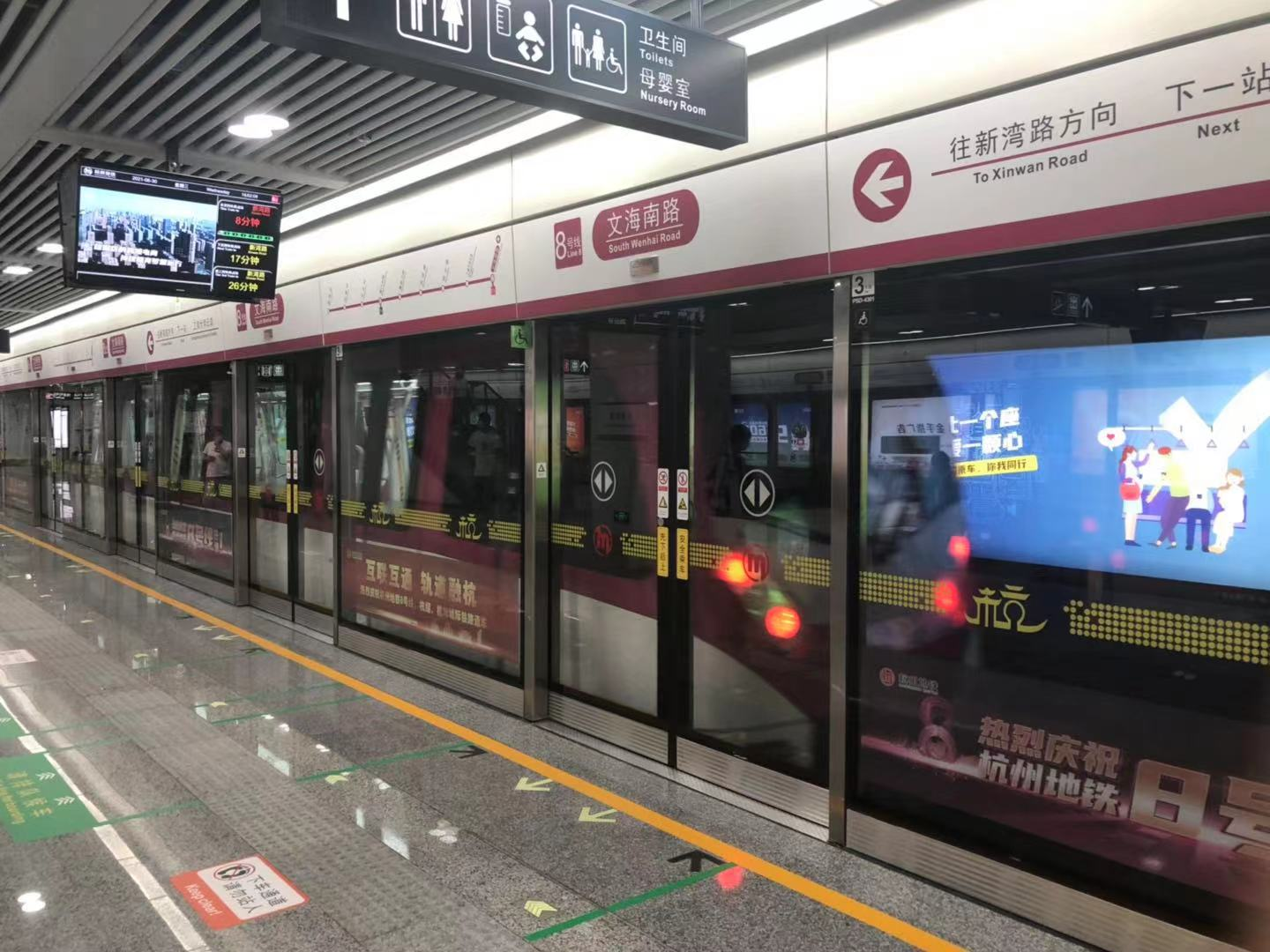
Un train de ligne 8 (Type A) quitte la station South Wenhai Road
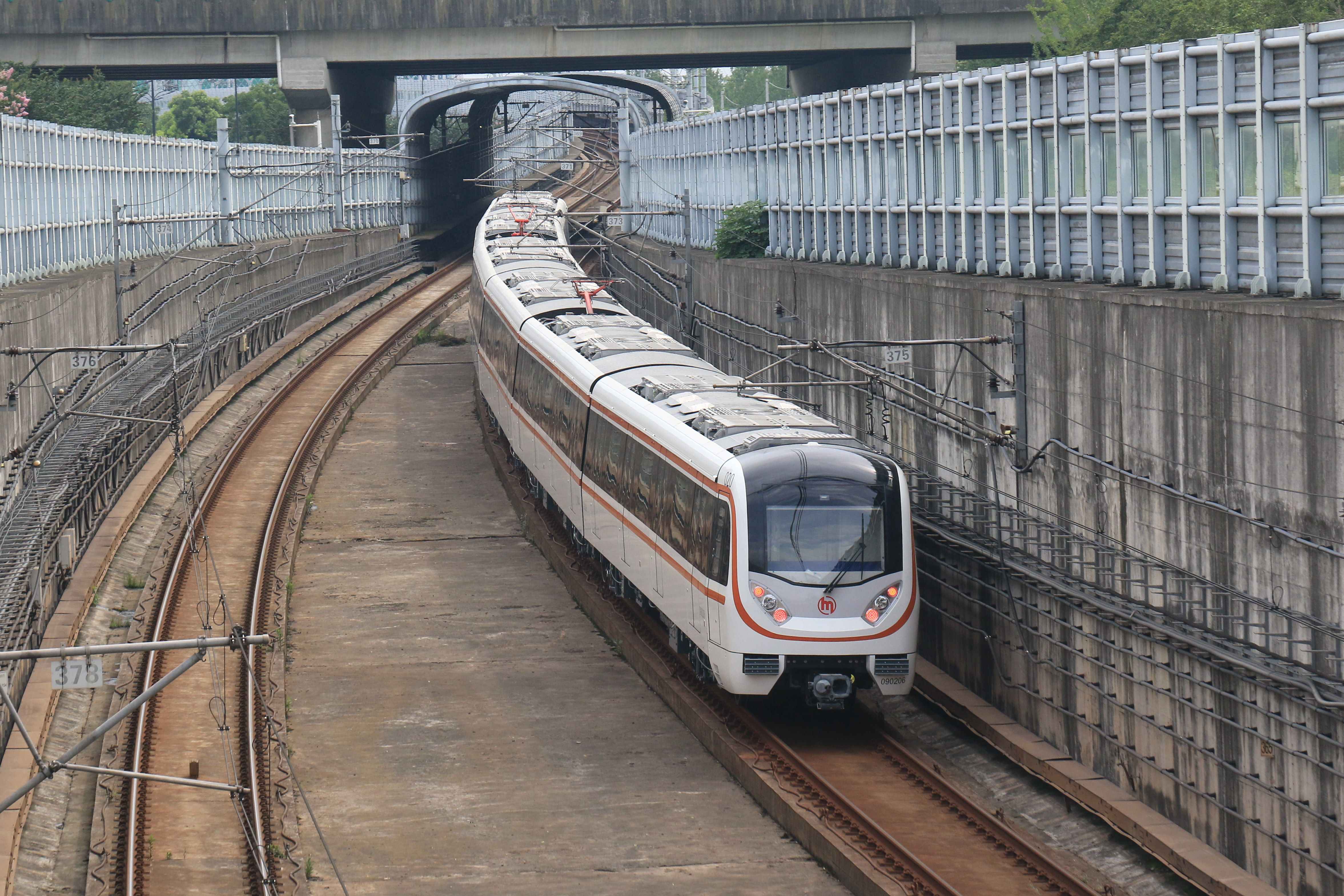
Un train de ligne 9 (Type B) quitte le tunnel près de Gare de Linpingnan
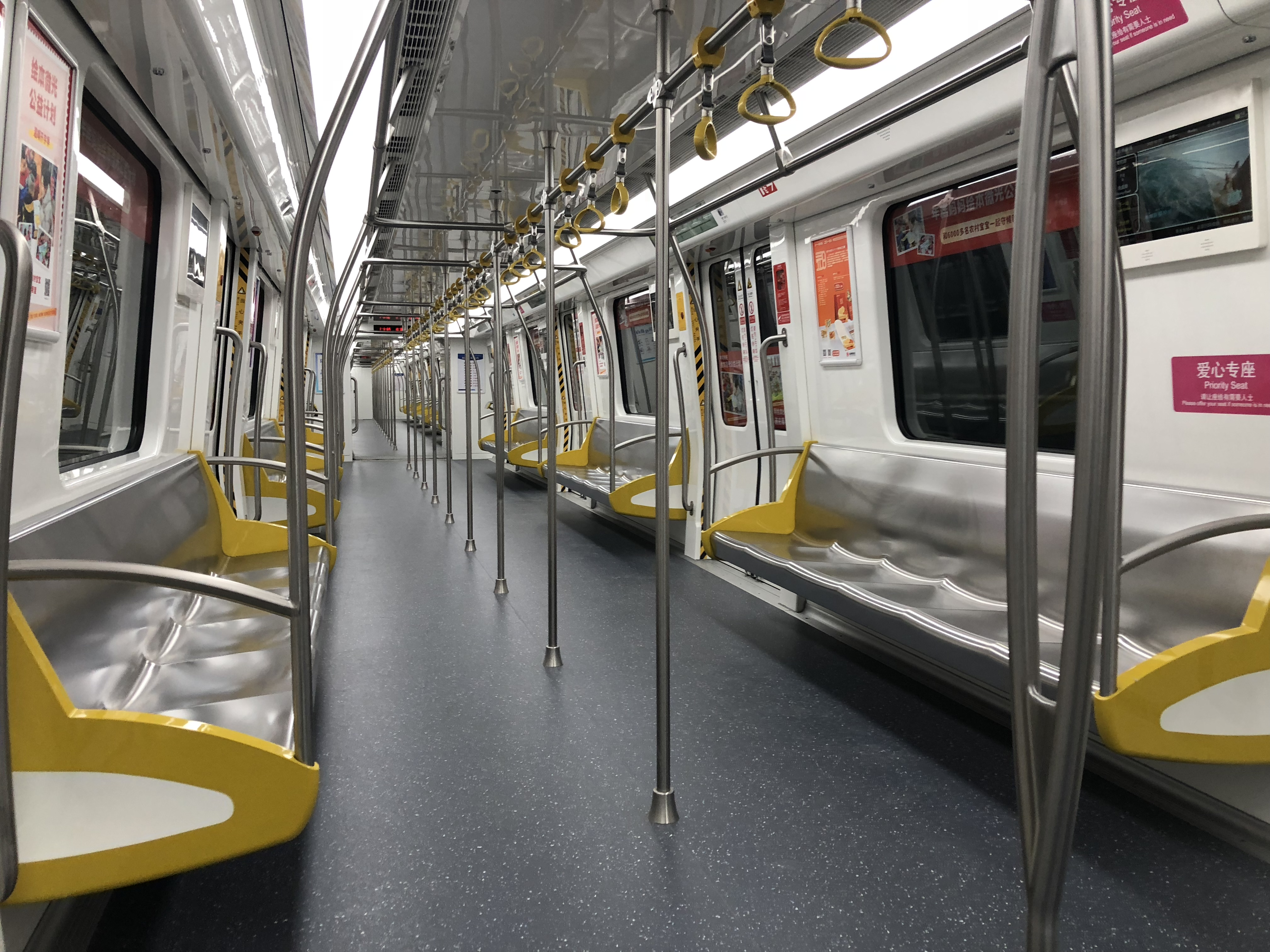
Vue d'intérieur d'une rame de ligne 10
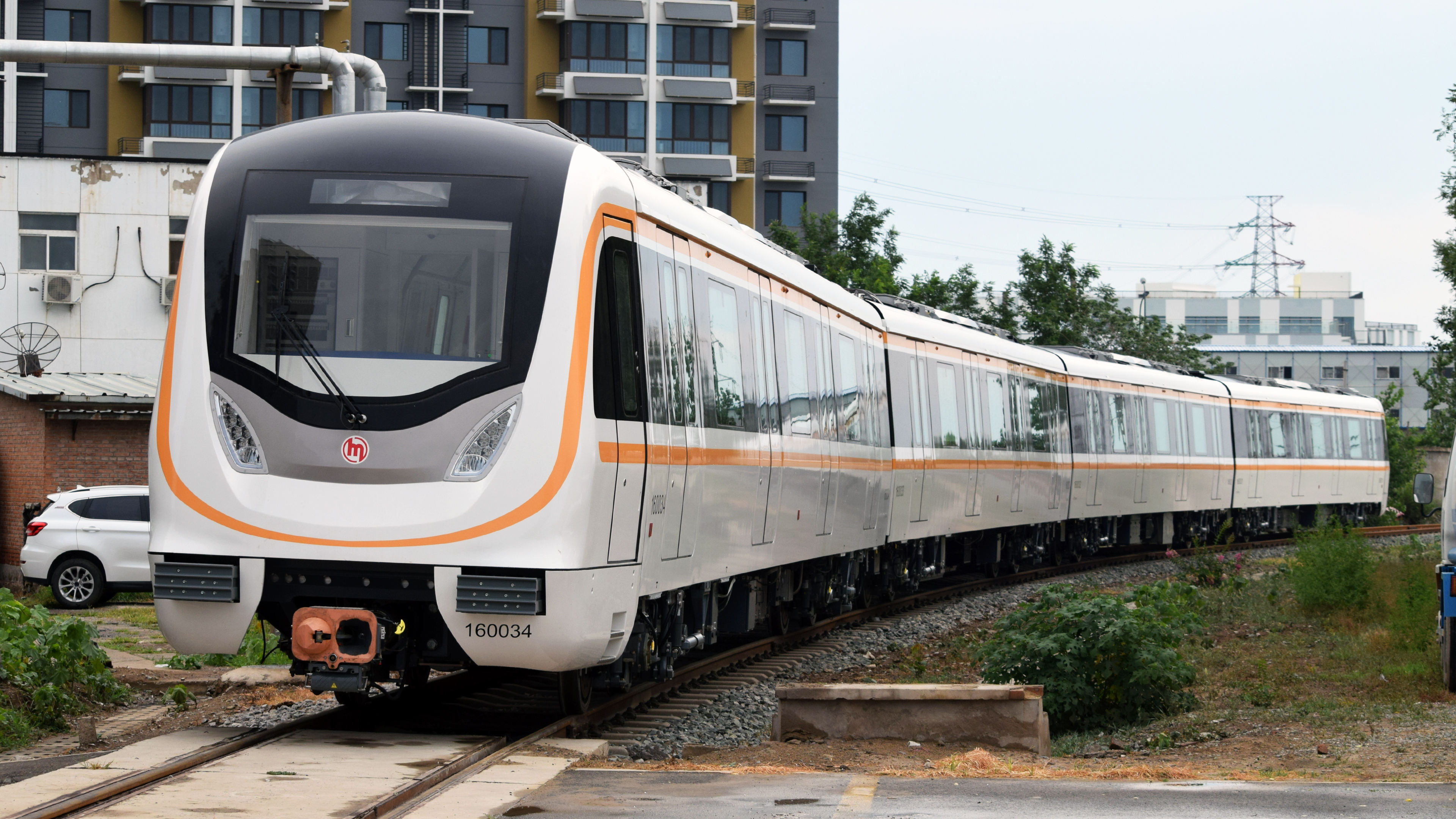
Une rame de la ligne 16 (Type B)
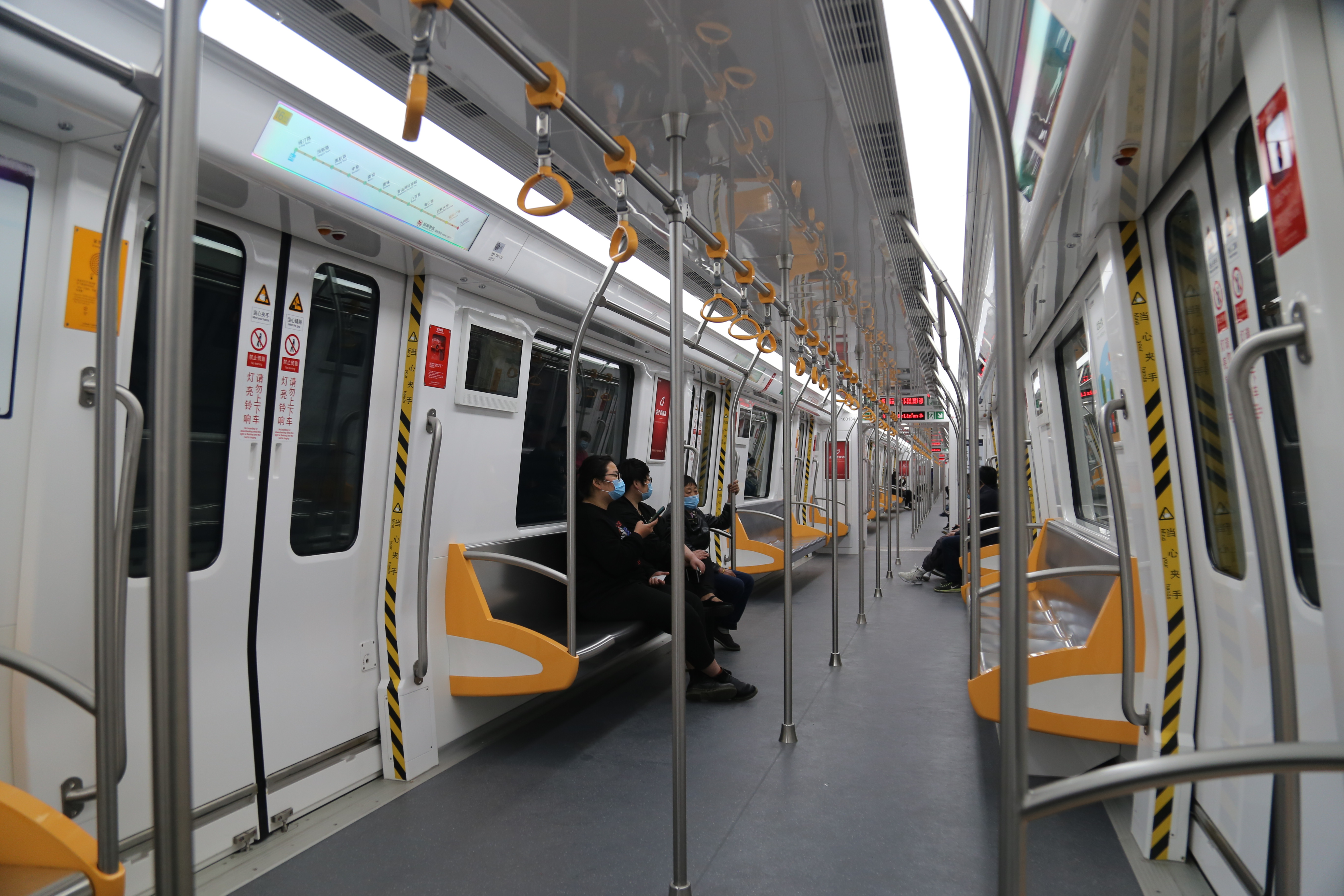
Vue d'intérieur d'une rame de ligne 16
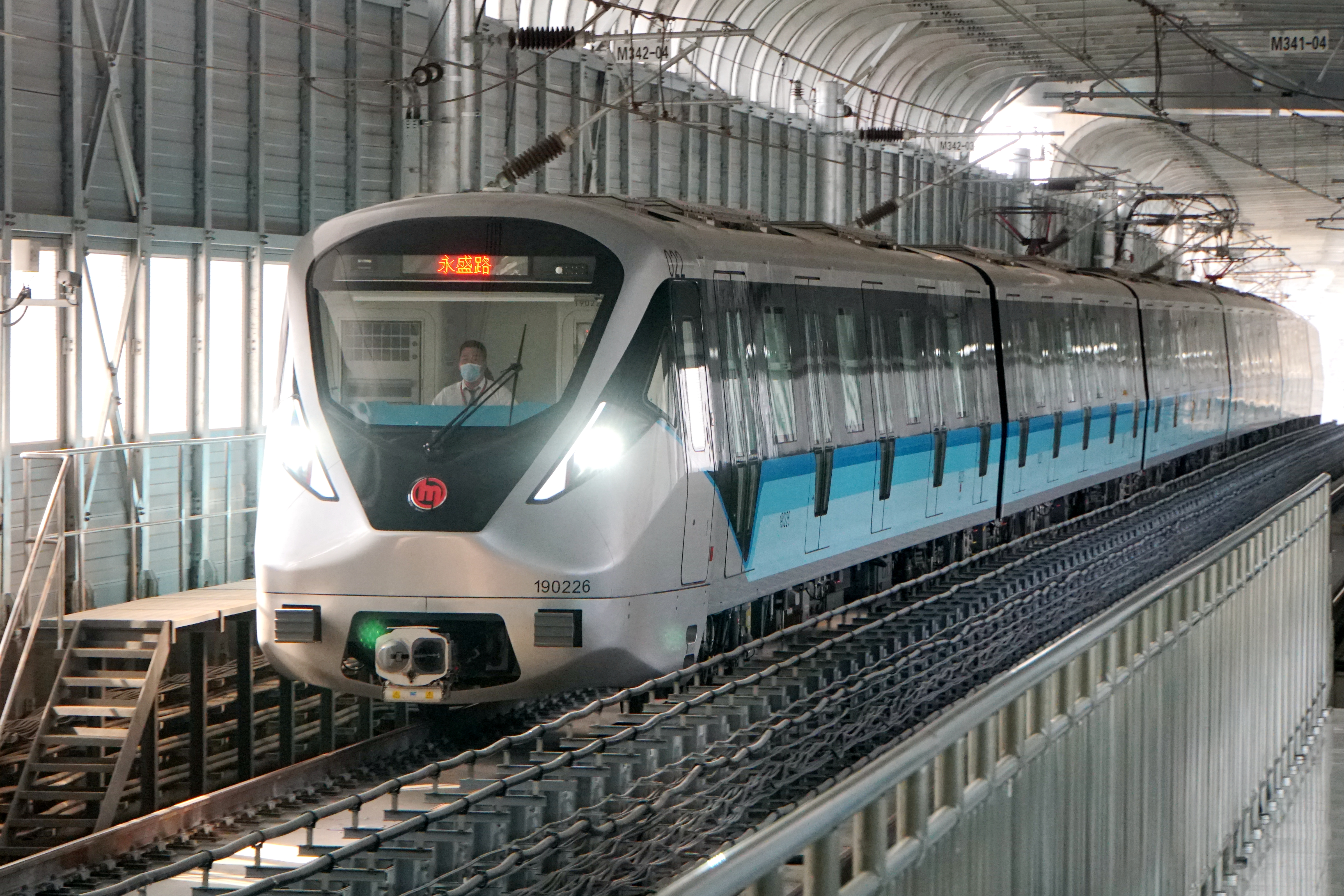
Le train de la ligne 19 (Type A) s'approche la station
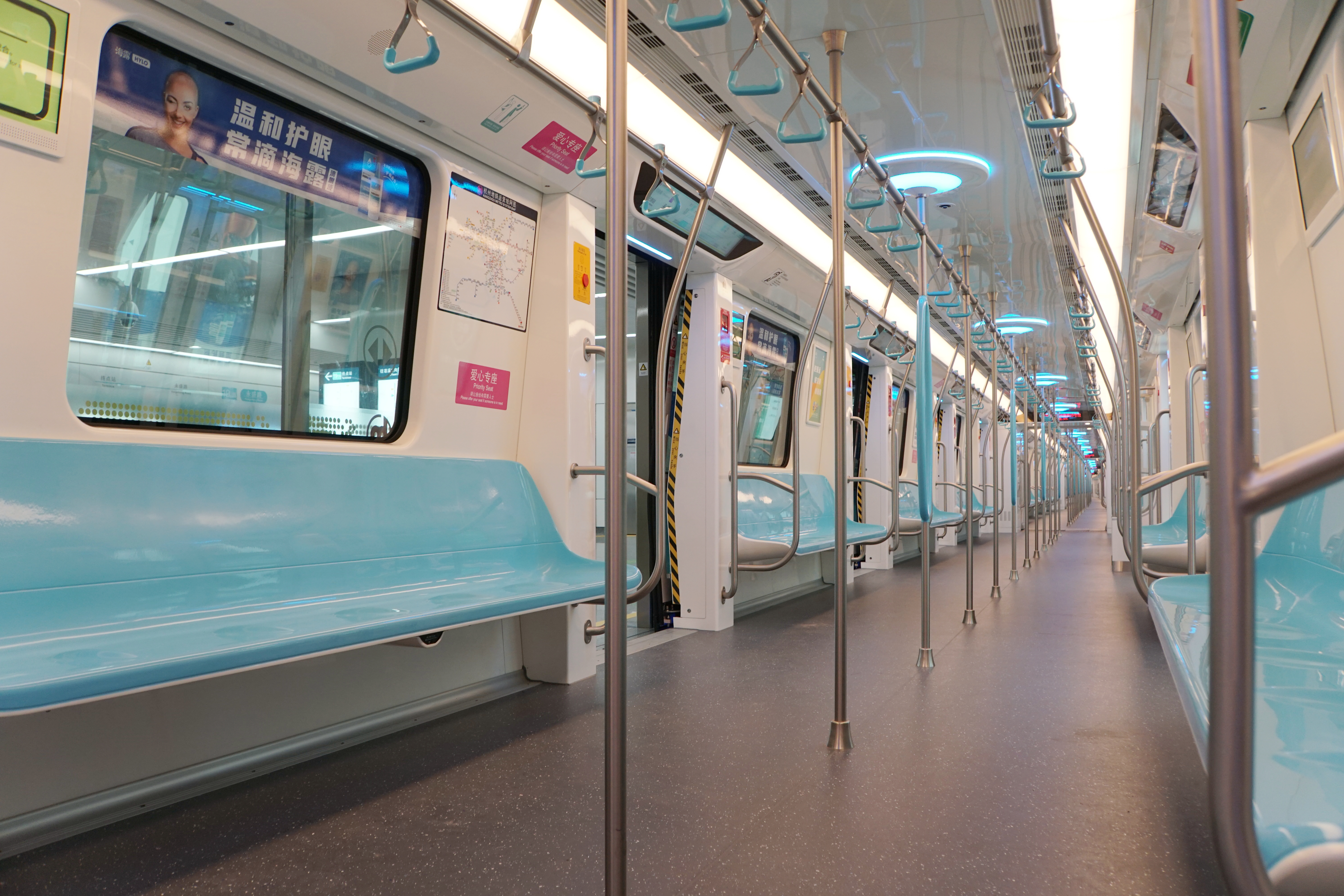
Vue d'intérieur d'une rame de ligne Airport Express (ligne 19).
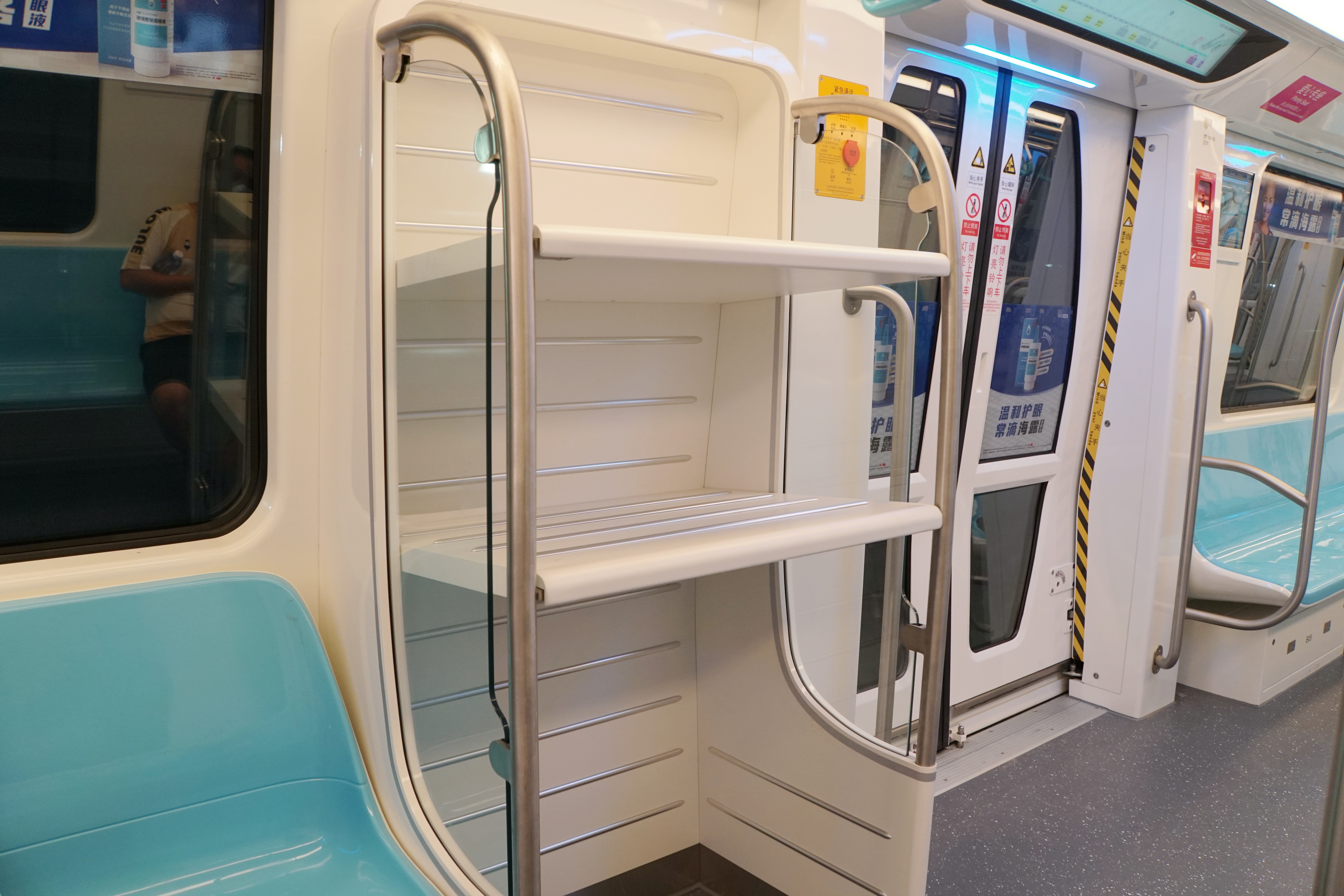
Porte-bagage sur les trains de ligne 19
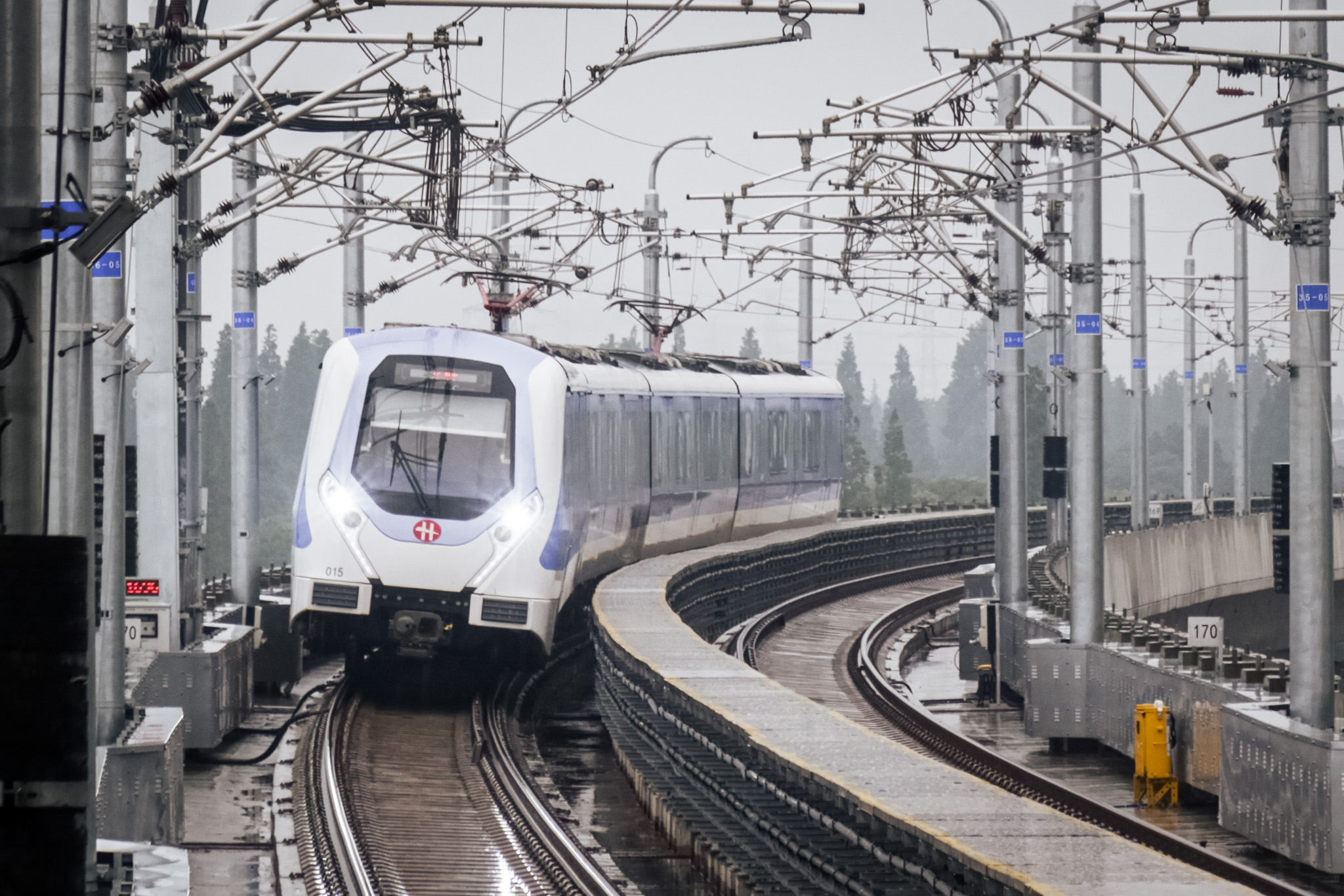
La rame de la ligne interurbain Hangzhou-Haining (Type B)
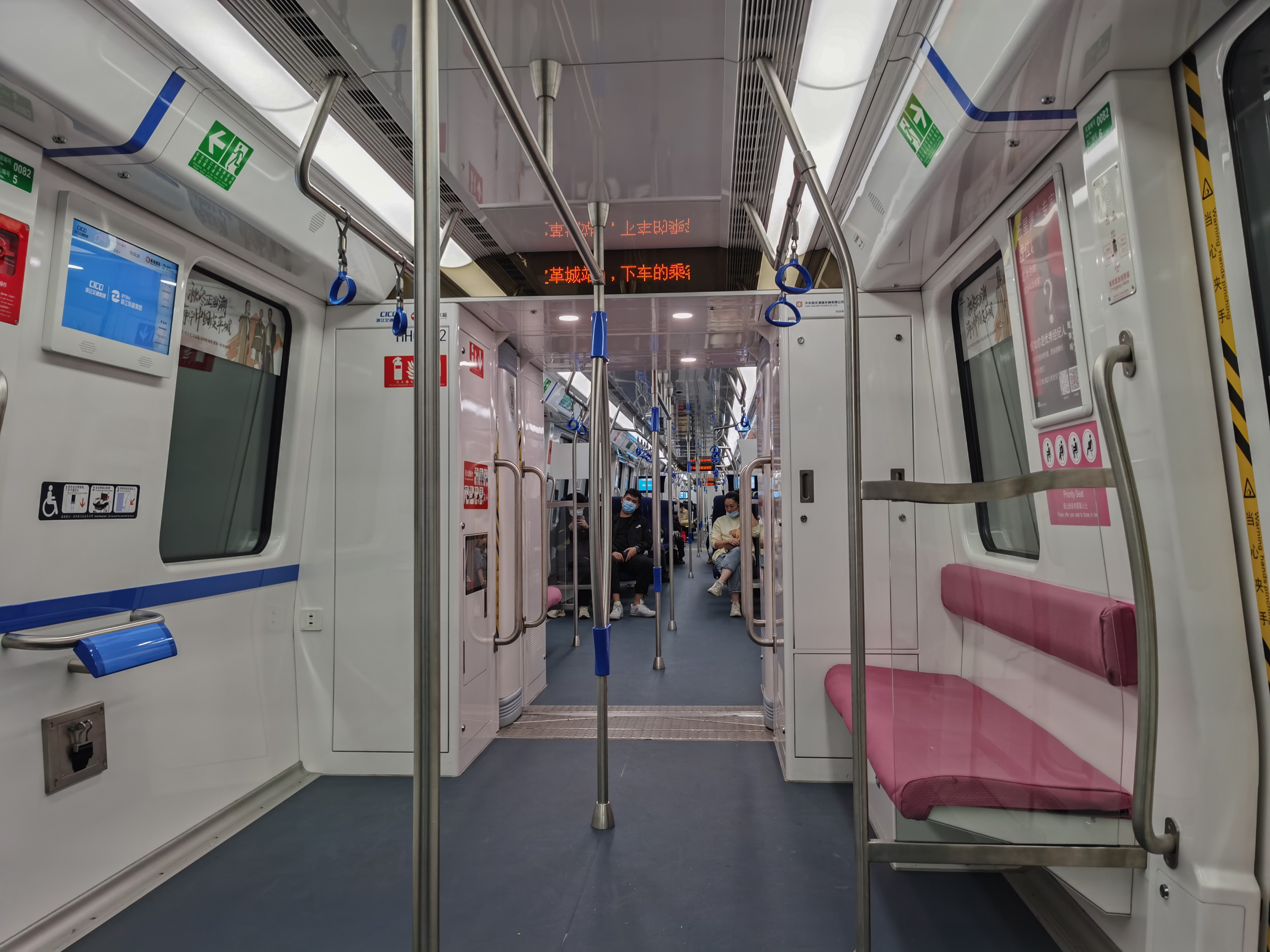
Vue d'intérieur d'une rame de la ligne Hanghai

### Exploitation
Voici l'horaire du premier et du dernier départ pour le réseau
Toutes les stations du réseau fournissent le service pendant l'heure 06 h 30-22 h 30
| Lignes                                   | Lignes   | Lignes                      | Heure du premier départ | Heure du dernier départ | Fréquentation |
| ---------------------------------------- | -------- | --------------------------- | ----------------------- | ----------------------- | --- |
|                                          | Ligne 1  | direction Xianghu           | 06 h 00                 | 22 h 30                 | Jour ouvrable 02 min 15 s (Heure de pointe, Xianghu-Xiashajiangbin) 04 min 15 s (Heure normale, Xianghu-Xiashajiangbin) 06 min 45 s (Heure de pointe, circulation complète) 08 min 30 s (Heure normale, circulation complète) Weekends/Vacances 03 min 45 s (Xianghu-Xiashajiangbin) 07 min 30 s (Circulation complète) |
| direction Xiaoshan International Airport | Ligne 1  | 05 h 54                     | 22 h 40                 |                         | Jour ouvrable 02 min 15 s (Heure de pointe, Xianghu-Xiashajiangbin) 04 min 15 s (Heure normale, Xianghu-Xiashajiangbin) 06 min 45 s (Heure de pointe, circulation complète) 08 min 30 s (Heure normale, circulation complète) Weekends/Vacances 03 min 45 s (Xianghu-Xiashajiangbin) 07 min 30 s (Circulation complète) |
|                                          | Ligne 2  | direction Chaoyang          | 06 h 04                 | 22 h 43                 | Jour ouvrable 03 min 30 s (Heure de pointe) 05 min 50 s (Heure normale) Weekends/Vacances 04 min 30 s (Heure de pointe) 05 min 50 s (Heure normale) |
| direction Liangzhu                       | Ligne 2  | 06 h 00                     | 22 h 46                 |                         | Jour ouvrable 03 min 30 s (Heure de pointe) 05 min 50 s (Heure normale) Weekends/Vacances 04 min 30 s (Heure de pointe) 05 min 50 s (Heure normale) |
|                                          | Ligne 3  | direction Xingqiao          | 06 h 00                 | 22 h 30                 | Tous les jours 04 min 00 s (Xingqiao-South Xixi Wetland) 08 min 00 s (South Xixi Wetland-Shima/Wushanqiancun) |
| direction Wushanqiancun                  | Ligne 3  | 06 h 03                     | 22 h 30                 |                         | Tous les jours 04 min 00 s (Xingqiao-South Xixi Wetland) 08 min 00 s (South Xixi Wetland-Shima/Wushanqiancun) |
| direction Shima                          | Ligne 3  | 06 h 00                     | 22 h 35                 |                         | Tous les jours 04 min 00 s (Xingqiao-South Xixi Wetland) 08 min 00 s (South Xixi Wetland-Shima/Wushanqiancun) |
|                                          | Ligne 4  | direction Puyan             | 06 h 00                 | 23 h 14                 | Jour ouvrable 03 min 00 s (Heure de pointe) 05 min 50 s (Heure normale) Weekends/Vacances 04 min 30 s (Heure de pointe) 05 min 50 s (Heure normale) |
| direction Chihua Street                  | Ligne 4  | 06 h 00                     | 23 h 17                 |                         | Jour ouvrable 03 min 00 s (Heure de pointe) 05 min 50 s (Heure normale) Weekends/Vacances 04 min 30 s (Heure de pointe) 05 min 50 s (Heure normale) |
|                                          | Ligne 5  | direction Jinxing           | 06 h 00                 | 22 h 30                 | Jour ouvrable 02 min 15 s (Heure de pointe,section Jiangcun-Jianghui Road seulement) 04 min 45 s (Heure normale) Weekends/Vacances 06 min 50 s |
| direction Guniangqiao                    | Ligne 5  | 06 h 05                     | 22 h 34                 |                         | Jour ouvrable 02 min 15 s (Heure de pointe,section Jiangcun-Jianghui Road seulement) 04 min 45 s (Heure normale) Weekends/Vacances 06 min 50 s |
|                                          | Ligne 6  | direction Shuangpu          | 06 h 02                 | 22 h 30                 | Tous les jours 04 min 30 s (Goujulong-Xiangshan Campus CAA) 09 min 00 s (Xiangshan Campus CAA-West Guihua Road/Shuangpu) |
| direction West Guihua Road               | Ligne 6  | 06 h 12                     | 22 h 30                 |                         | Tous les jours 04 min 30 s (Goujulong-Xiangshan Campus CAA) 09 min 00 s (Xiangshan Campus CAA-West Guihua Road/Shuangpu) |
| direction Goujulong                      | Ligne 6  | 06 h 02                     | 22 h 30                 |                         | Tous les jours 04 min 30 s (Goujulong-Xiangshan Campus CAA) 09 min 00 s (Xiangshan Campus CAA-West Guihua Road/Shuangpu) |
|                                          | Ligne 7  | direction Wushan Square     | 06 h 09                 | 22 h 30                 | Jour ouvrable 05 min 30 s (Heure de pointe) 06 min 40 s (Heure normale) Weekends/Vacances 06 min 20 s |
| direction Jiangdong'er Road              | Ligne 7  | 06 h 10                     | 22 h 30                 |                         | Jour ouvrable 05 min 30 s (Heure de pointe) 06 min 40 s (Heure normale) Weekends/Vacances 06 min 20 s |
|                                          | Ligne 8  | direction South Wenhai Road | 06 h 05                 | 22 h 53                 | Jour ouvrable 06 min 45 s (Heure de pointe) 09 min 00 s (Heure normale) Weekends/Vacances 09 min 00 s |
| direction Xinwan Road                    | Ligne 8  | 06 h 05                     | 23 h 02                 |                         | Jour ouvrable 06 min 45 s (Heure de pointe) 09 min 00 s (Heure normale) Weekends/Vacances 09 min 00 s |
|                                          | Ligne 9  | direction Long'an           | 06 h 10                 | 23 h 16                 | Jour ouvrable 04 min 30 s (Heure de pointe) 06 min 50 s (Heure normale) Weekends/Vacances 06 min 00 s |
| direction Guanyintang                    | Ligne 9  | 06 h 02                     | 23 h 04                 |                         | Jour ouvrable 04 min 30 s (Heure de pointe) 06 min 50 s (Heure normale) Weekends/Vacances 06 min 00 s |
|                                          | Ligne 10 | direction Yisheng Road      | 06 h 01                 | 22 h 59                 | Tous les jours 06 min 00 s (Heure de pointe) 07 min 30 s (Heure normale) |
| direction Huanglong Sports Center        | Ligne 10 | 06 h 04                     | 22 h 54                 |                         | Tous les jours 06 min 00 s (Heure de pointe) 07 min 30 s (Heure normale) |
|                                          | Ligne 16 | direction Jiuzhou Street    | 06 h 20                 | 22 h 33                 | Jour ouvrable 07 min 30 s (Heure de pointe) 09 min 00 s (Heure normale) Weekends/Vacances 09 min 00 s |
| direction Lvting Road                    | Ligne 16 | 06 h 10                     | 22 h 33                 |                         | Jour ouvrable 07 min 30 s (Heure de pointe) 09 min 00 s (Heure normale) Weekends/Vacances 09 min 00 s |
|                                          | Ligne 19 | direction Gare de l’Ouest   | 06 h 00                 | 23 h 11                 | Tous les jours 06 min 00 s (Heure de pointe) 07 min 30 s (Heure hors pointe) |
| direction Yongsheng Road                 | Ligne 19 | 06 h 04                     | 23 h 15                 |                         | Tous les jours 06 min 00 s (Heure de pointe) 07 min 30 s (Heure hors pointe) |

### Lignes en construction

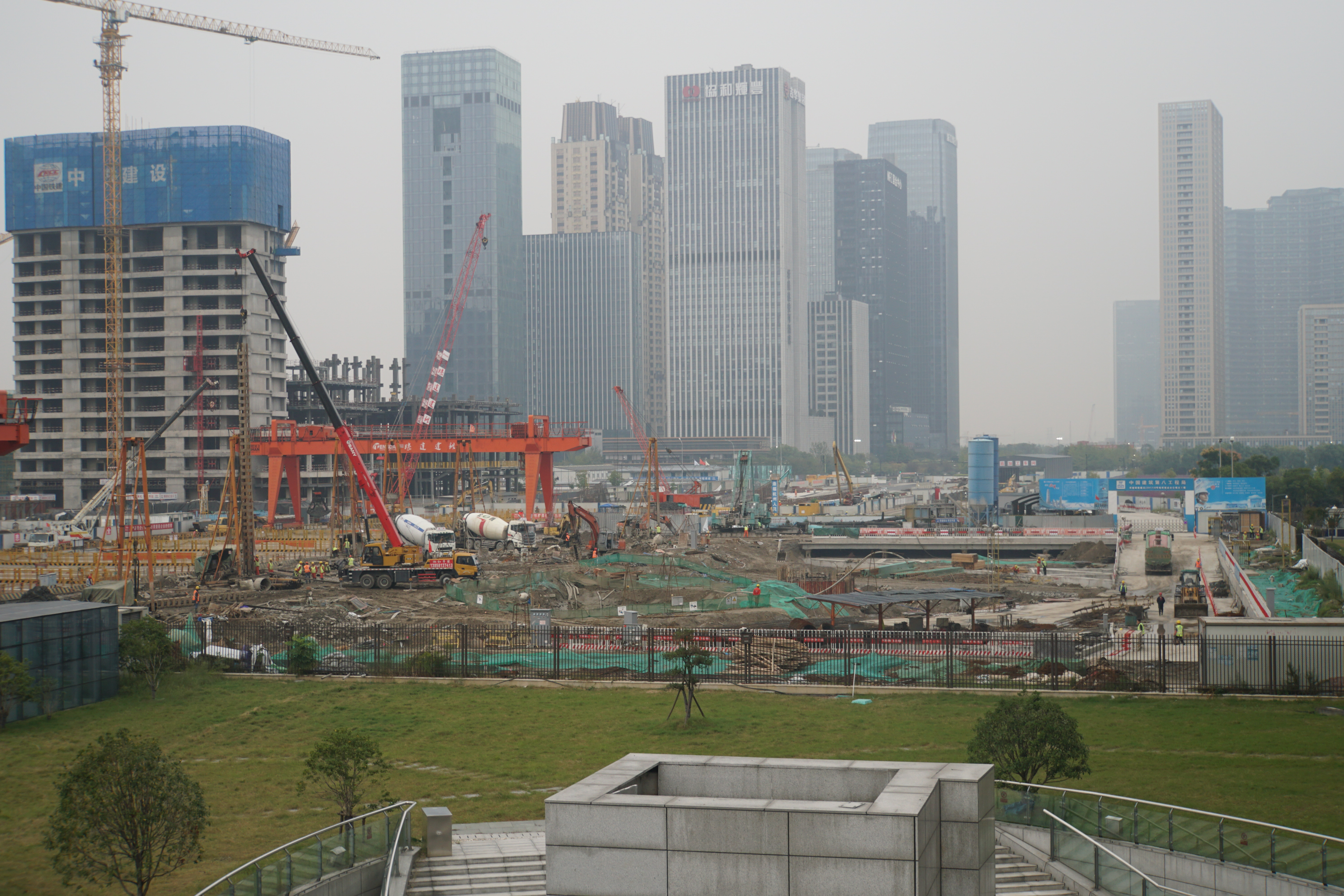
Chantier de la station parc d'exposition sur la ligne 6 (juin 2018).

D’ici le novembre 2022 une ligne existante est en cours de prolongement :
- La ligne 5 s’étend de Yuhang du nord-ouest à Xiaoshan du sud-est, qui passe au centre-ville de Hangzhou. Une extension de 2,03 km jusqu’au vieux-ville de Yuhang est en cours en construction. Cette section est prévue d'ouvrira en 2023.

Plusieurs stations qui n’ont pas ouvert en même temps que l’ouverture de la ligne est en attente d’ouverture pour les mois prochains.
En outre, une nouvelle proposition de construction a été approuvée par la Commission nationale du développement et de la réforme de Chine en novembre 2022. Cette version de la proposition contient trois nouvelles lignes et quatre extensions des lignes existantes. Une fois la construction est terminée, la longueur du réseau devrait attendre à 669 km (les lignes interurbaines ne sont pas incluent).
Deux autres lignes interurbaines, Hangzhou-Deqing et Xiasha-Chang’an, ont déjà approuvées.

Carte du réseau en 2022 (prévue)

| Ouverture (prévision) | Ligne         | Ligne                 | Section              | Terminus (en anglais)                           | Terminus (en anglais)       | Longueur (en km) | Nombre de stations | Matériel roulant | Vitesse d'exploitation (en km/h) | Remarques |
| --------------------- | ------------- | --------------------- | -------------------- | ----------------------------------------------- | --------------------------- | ---------------- | ------------------ | ---------------- | -------------------------------- | --------- |
| déc. 2023             |               | Ligne 19              | section restantes    | Tiaoxi                                          | Gare de l’Ouest             | 4,15             | 1                  | 6A               | 120                              |           |
| déc. 2023             |               | Ligne 5               | Prolongement à ouest | Nanhu Est                                       | Jinxing                     | 2,03             | 1                  | 6AH              | 80                               |           |
| 2026                  |               | Ligne 10              | Phase 2              | Yisheng Road                                    | South Renhe                 | 5,8              | 3                  | 6A               | 80                               |           |
| 2026                  |               | Ligne Deqing          |                      | South Renhe                                     | Deqing Railway Station      | 30,6             | 11                 | 4A               | 120                              |           |
| 2026                  |               | Ligne Chang'an-Xiasha |                      | South Wenhai Road                               | Chang'an (Dongfang College) | 20,7             | 7                  | TBC              | 120                              |           |
| 2027                  |               | Ligne 3               | Phase 2              | Xingqiao                                        | Xingguang Street            | 7,5              | 5                  | 6AH              | 80                               |           |
| 2028                  |               | Ligne 4               | Phase 3 Nord         | Puyan                                           | Wenyan                      | 5                | 4                  | 6B               | 80                               |           |
| 2028                  | Phase 3 Ouest | Ligne 4               | Yungu                | Chihua Street                                   | 5                           | 4                |                    | 6B               | 80                               |           |
| 2028                  |               | Ligne 9               | Phase 2              | Long'an                                         | Tangqi                      | 10,1             | 7                  | 6B               | 80                               |           |
| 2028                  |               | Ligne 12              | Phase 1 Nord         | Campus de Xiangshan, Academie des arts de Chine | Gare de l'Ouest             | 24,3             | 14                 | 6AH              | 100                              |           |
| 2028                  | Phase 1 Sud   | Ligne 12              | Shuangpu             | Station Dêpot de Shuangpu                       | 1,7                         | 1                |                    | 6AH              | 100                              |           |
| 2028                  |               | Ligne 15              | Phase 1              | Chongxian                                       | Yatai Road                  | 40,5             | 30                 | 6A               | 80                               |           |
| 2028                  |               | Ligne 18              | Phase 1              | Century Avenue                                  | Yiqiao                      | 48               | 19                 | 4A               | 100                              |           |
| Total                 | Total         | Total                 | Total                | Total                                           | Total                       | 205,38           | 107                |                  |                                  |           |